# Russisches Kaiserreich
Russisches Kaiserreich ist neben Kaiserreich Russland der in der Geschichtswissenschaft gebräuchliche Name für das Russische Reich im Zeitraum von 1721 bis 1917. Die offizielle Staatsbezeichnung ist russisch (Все-)Росси́йская импе́рия, Transkription: (Wse-)Rossijskaja imperija, wörtlich: „(All-)Russisches Reich“. Ebenso finden die Bezeichnungen Russisches Zarenreich und zaristisches Russland zuweilen Verwendung, obgleich Zar Peter der Große den Zarentitel 1721 durch den des Kaisers ersetzt hatte. Dennoch wurde weiterhin innerhalb Russlands vom Zar als Herrscher gesprochen. Das russische Kaiserreich war Nachfolger des Zarentums Russland (1547–1721).
Zur Zeit seiner größten Ausdehnung Mitte des 19. Jahrhunderts stellte das Territorium des Russischen Kaiserreichs das drittgrößte Reich der Weltgeschichte (nach dem Britischen Weltreich und dem Mongolischen Reich) beziehungsweise das größte zusammenhängende neuzeitliche Reich dar. Infolge der Februarrevolution 1917 ging das Kaiserreich unter.

## Geographie

### Ausdehnung
Seine größte Ausdehnung erlangte das Reich zwischen 1742 und 1867 (mit der Einverleibung des Gebiets der heutigen Staaten Estland, Lettland, Litauen im Baltikum, Finnlands, eines großen Teils Polens, von Landstrichen im Nordosten der Türkei sowie Alaska) und war damit (nach dem Mongolischen Reich) der größte zusammenhängende Staat bzw. Herrschaftsraum der Geschichte.
Das Reich grenzte 1917 an zehn Nachbarstaaten: Norwegen, Schweden, das Deutsche Reich, Österreich-Ungarn, Rumänien, das Osmanische Reich, Persien, Afghanistan, China sowie an das japanische Korea. Es grenzte ferner an die Ostsee, das Schwarze Meer, das Kaspische Meer, den Pazifischen Ozean, das Ochotskische Meer, das Beringmeer, die Ostsibirische See, die Laptewsee, die Karasee, die Barentssee sowie an das Weiße Meer.
Das Territorium Russlands umfasste zuletzt mit rund 22,7 Millionen Quadratkilometern fast ein Sechstel des Festlandes der Erde. In West-Ost-Richtung erstreckte es sich vom Schwarzen Meer und der Ostsee bis zum Pazifischen Ozean über fast 10.000 Kilometer. Von Norden nach Süden hatte es eine Ausdehnung von fast 5000 Kilometern.

### Territorien
Zusätzlich zu dem Gebiet der heutigen Russischen Föderation umfasste das Reich in Europa die Ostseegouvernements Estland, Livland und Kurland, Kongresspolen, Litauen, den größten Teil der Ukraine, Belarus, Moldau und Finnland (als Großfürstentum Finnland).
In Asien südlich des Kaukasus gehörten das heutige Armenien, Aserbaidschan und Georgien zum Reich. Ebenfalls umfasste das Gebiet die Provinzen Ardahan, Artvin, Iğdır und Kars der heutigen Türkei. In Zentralasien gehörten das Generalgouvernement Turkestan und die Vasallenstaaten Emirat Buchara und Khanat Chiwa zum russischen Staat. Sie umfassten das Territorium der modernen Staaten Kasachstan, Kirgisistan, Tadschikistan, Turkmenistan und Usbekistan. Bis 1867 wurde Alaska als russische Kolonie angesehen. Von 1797 bis 1818 (mit Unterbrechung von 1807 bis 1813) gehörte die Herrschaft Jever als Exklave zu Russland.

## Bevölkerung

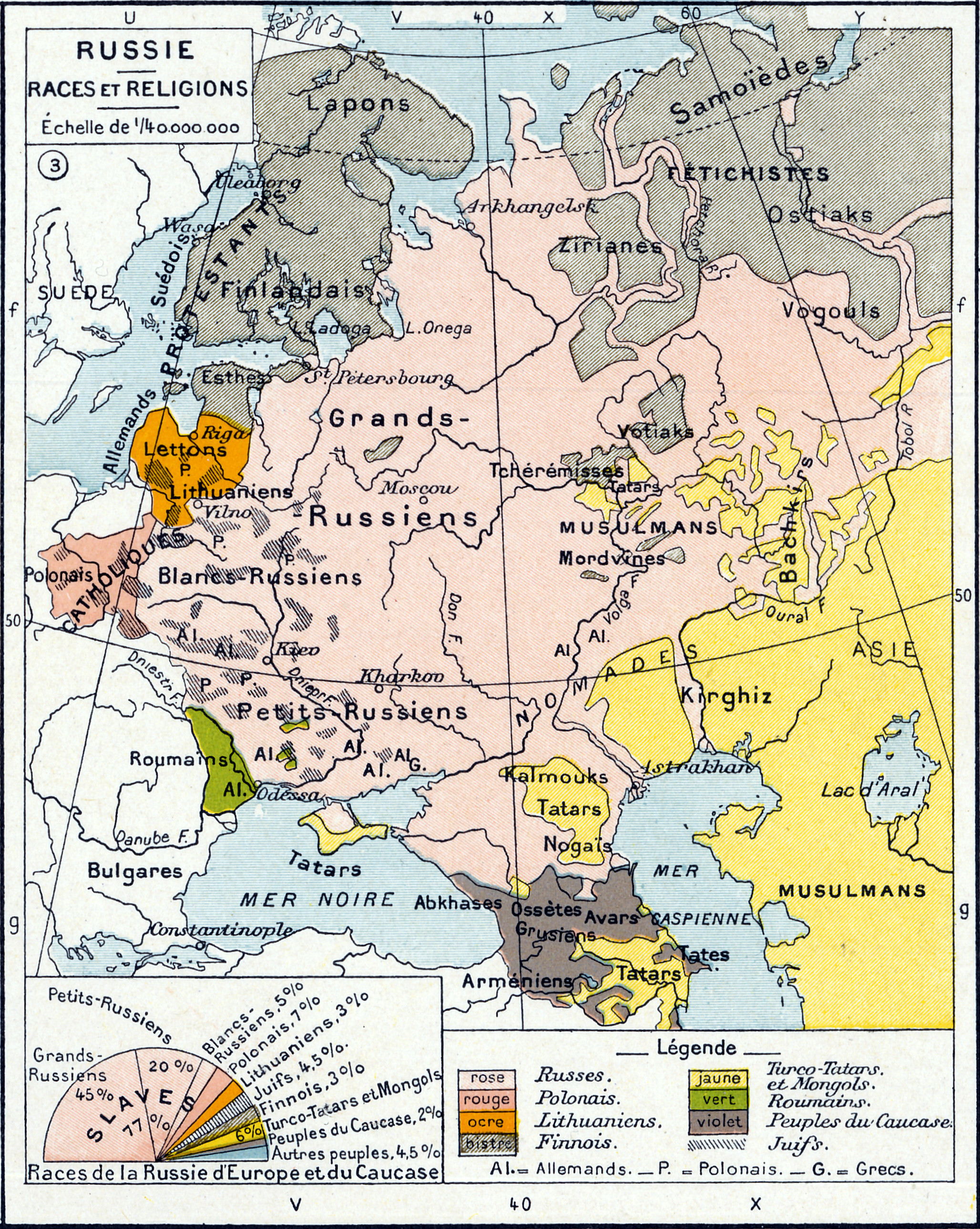
Ethnische Karte des europäischen Russland vor dem Ersten Weltkrieg

Das Russische Kaiserreich erbte den Charakter als Vielvölkerreich vom Zarentum Russland und baute ihn im Verlauf seiner 196-jährigen Existenz noch weiter aus. Das staatstragende Volk waren die Russen („Großrussen“), wobei auch Ukrainer („Kleinrussen“) und Belarussen als integraler Bestandteil eines dreieinigen russischen Volkes angesehen wurden.
Aus früheren Zeiten beinhaltete das Reich eine Vielzahl kleinerer finno-ugrischer und sibirischer Stämme sowie turkstämmige Tataren, Tschuwaschen und Baschkiren. Durch den Erwerb der Ostseeprovinzen kamen Anfang des 18. Jahrhunderts neben baltischen Völkern auch ein bedeutender deutschbaltischer Bevölkerungsteil hinzu, der im Folgenden eine beachtliche Rolle in der russischen Politik und Gesellschaft spielte.
Durch die Mitte des 18. Jahrhunderts eingesetzte Expansion nach Zentralasien kamen kasachische Nomaden und durch die Teilungen Polens eine erhebliche polnische und jüdische Bevölkerung hinzu. Bis 1917 lebten etwa zwei Drittel aller Juden der Welt im Russischen Kaiserreich, die überwiegende Mehrheit unter ihnen im sogenannten Ansiedlungsrayon.
Im russischen Großfürstentum Finnland gehörten Finnen und Schweden zu den Untertanen der Romanows. Weitere Expansionen Russlands machten kaukasische und diverse zentralasiatische Völker zu Untertanen der russischen Krone. Gemäß der ersten gesamtrussischen Volkszählung von 1897 machten Großrussen nur noch etwa 49 % der Gesamtbevölkerung des Reiches aus.
Diese Volkszählung kurz vor der Wende zum 20. Jahrhundert ergab eine Bevölkerungszahl von 125.640.021 Menschen. Finnland, Buchara und Chiwa blieben hierbei außer Betracht.

## Geschichte

### Zar Peter I. als Kaiser (seit 1721)

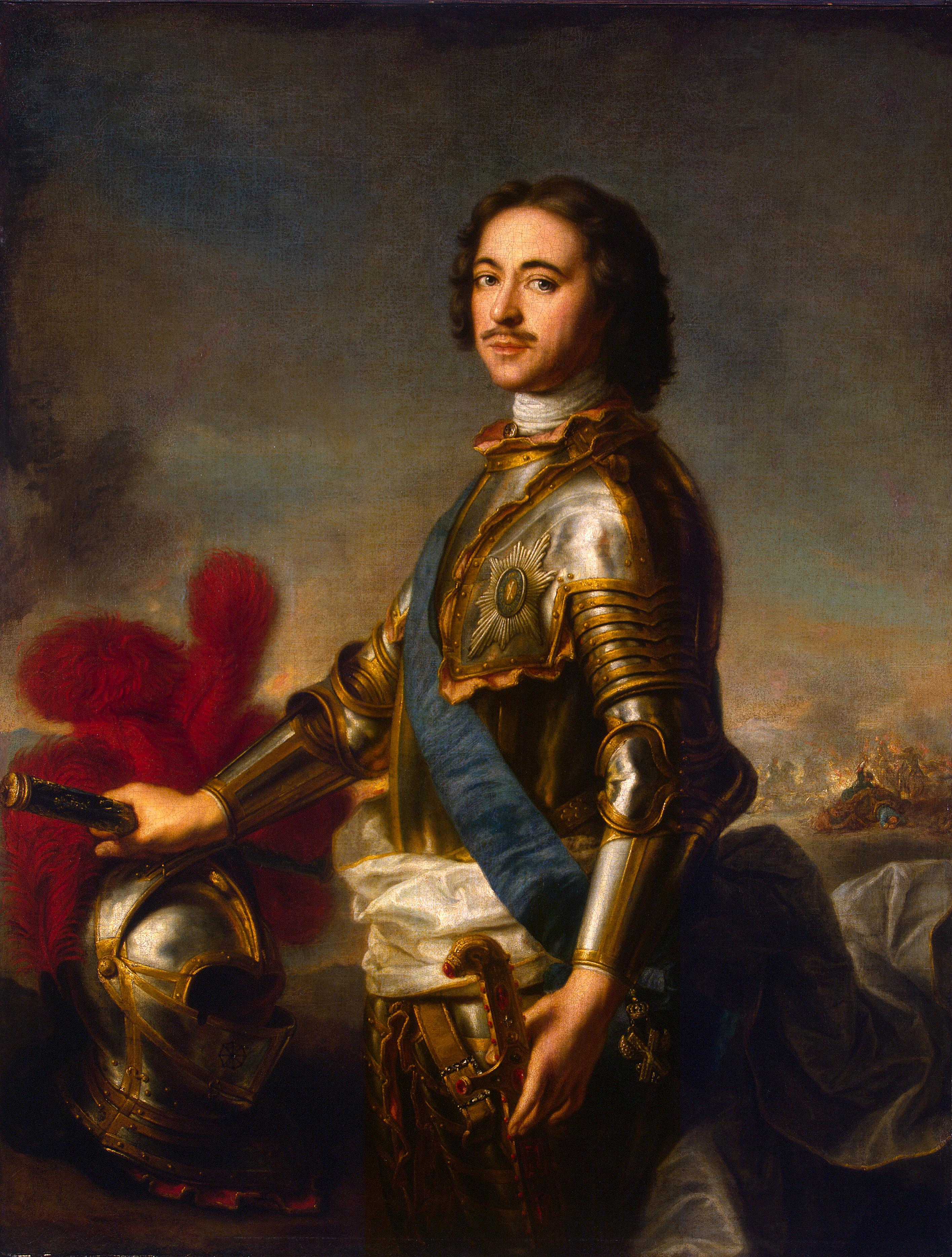
Zar Peter I.

Die Geschichte des Russischen Kaiserreiches beginnt im Jahr 1721 mit dem Sieg im Großen Nordischen Krieg über die Großmacht Schweden und dem Aufstieg zur europäischen Großmacht. Zur Unterstreichung des neuen Status im europäischen Machtgefüge ließ Peter I., seit 1682 Zar und Großfürst von Russland, das Russische Zarentum in „Russisches Kaiserreich“ umbenennen und änderte den Monarchentitel offiziell von Zar in Kaiser (Император, Imperator). Dies entsprach zugleich einer Orientierung am westeuropäischen Vorbild, die Peter auch in seinen innenpolitischen Reformen durchsetzte.
Aufgrund jenes Rechtsakts von 1721 durch den allrussischen Kaiser (imperator wserossijskij) Peter den Großen änderte sich die offizielle Bezeichnung des russischen Reiches: Der Terminus imperija („Imperium“) löste den bislang benutzten Begriff zarstwo („Reich“, wörtlich „Zartum“) ab. Im amtlichen Sprachgebrauch ersetzte die bis dahin nur gelegentlich verwendete hellenisierte Form Rossija nun endgültig sowohl das Wort Rus als auch den Zweitnamen Moskowien.
Die Proklamation Peters I. zum Kaiser erregte in der europäischen Öffentlichkeit großes Aufsehen und wurde von den Regierungen der meisten Staaten als Provokation empfunden. Es war schwer für die russische Diplomatie, die internationale Anerkennung der neuen Herrschertitulatur zu erreichen.

### Das Zeitalter der Kaiserinnen

#### Katharina I. und Peter II. (1725 bis 1730)
Peter I. starb im Februar 1725. Seine Frau Katharina I. folgte ihm auf den Thron. Sie stand unter dem Einfluss von Alexander Danilowitsch Menschikow und überließ diesem praktisch uneingeschränkt die Regierungsgeschäfte. Katharina starb im Mai 1727. Ihr Nachfolger Peter II., ein Enkel von Peter I., entmachtete Menschikow schon bald und verlegte seinen Hof nach Moskau. Peter II. starb im Januar 1730 an den Pocken, ohne einen Erben zu hinterlassen. Nach seinem Tod wurde der Hof wieder nach St. Petersburg verlegt.

#### Anna (1730 bis 1740)
Kaiserin wurde nun eine Halbnichte von Peter dem Großen, Anna Iwanowna. Sie bremste viele Reformen Peters des Großen, die zu diesem Zeitpunkt noch wirksam waren. Das Geld wurde der Förderung von Bildung und anderen Unternehmungen entzogen und für aufwändige und verschwenderische Hofzeremonien ausgegeben. Zu den militärischen Ereignissen ihrer Regierungszeit zählte der Feldzug von Burkhard Christoph von Münnich gegen das Khanat der Krim, der diesen lange gefährlichen Feind Russlands wesentlich schwächte. Unter Anna gewannen viele Deutsche einen erheblichen Einfluss im russischen Staat, darunter Ernst Johann von Biron und Heinrich Johann Ostermann. Ihre repressiven Herrschaftsmethoden wurden bald sehr unpopulär. Im November 1741 wurden Zar Iwan VI. (1740–1764) und seine für ihn regierende Mutter Anna Leopoldowna gestürzt. Elisabeth Petrowna, eine Tochter von Peter I., kam an die Macht.

#### Elisabeth (1741 bis 1762)
Die Regierungszeit von Elisabeth war das Gegenteil des Herrschaftsmodells von Anna. Hohe Staatsämter wurden wieder an Russen vergeben, Modernisierung und Weiterentwicklung des Landes wurden wieder angestoßen. Beispielsweise unterstützte Elisabeth Michail Lomonossow bei der Gründung der Kaiserlichen Moskauer Universität (russisch Императорский Московский университет). Elisabeth Petrowna erließ einige sehr liberale Gesetze, unter anderem wurde in Russland die Todesstrafe abgeschafft und während ihrer Regierungszeit kein einziges Mal vollzogen. Elisabeth, die sich stark auf den Adel stützte, förderte die Künste und die Architektur, auf ihre Initiative wurden das Winterpalais von Sankt Petersburg, der Katharinenpalast und viele andere bekannte Bauwerke errichtet. St. Petersburg, auch das Venedig des Nordens genannt, stieg endgültig zu einer bedeutenden Metropole auf. Im Siebenjährigen Krieg eroberte die russische Armee weite Teile Preußens, darunter auch Berlin. Der Tod von Elisabeth 1762, bekannt als das Mirakel des Hauses Brandenburg, wendete die totale Niederlage Preußens ab. Peter III., Elisabeths preußenfreundlicher Neffe (sein Vater war der Herzog von Schleswig-Holstein-Gottorf) und Nachfolger, gab alle eroberten Gebiete an Preußen zurück.

#### Katharina II. (1762 bis 1796)

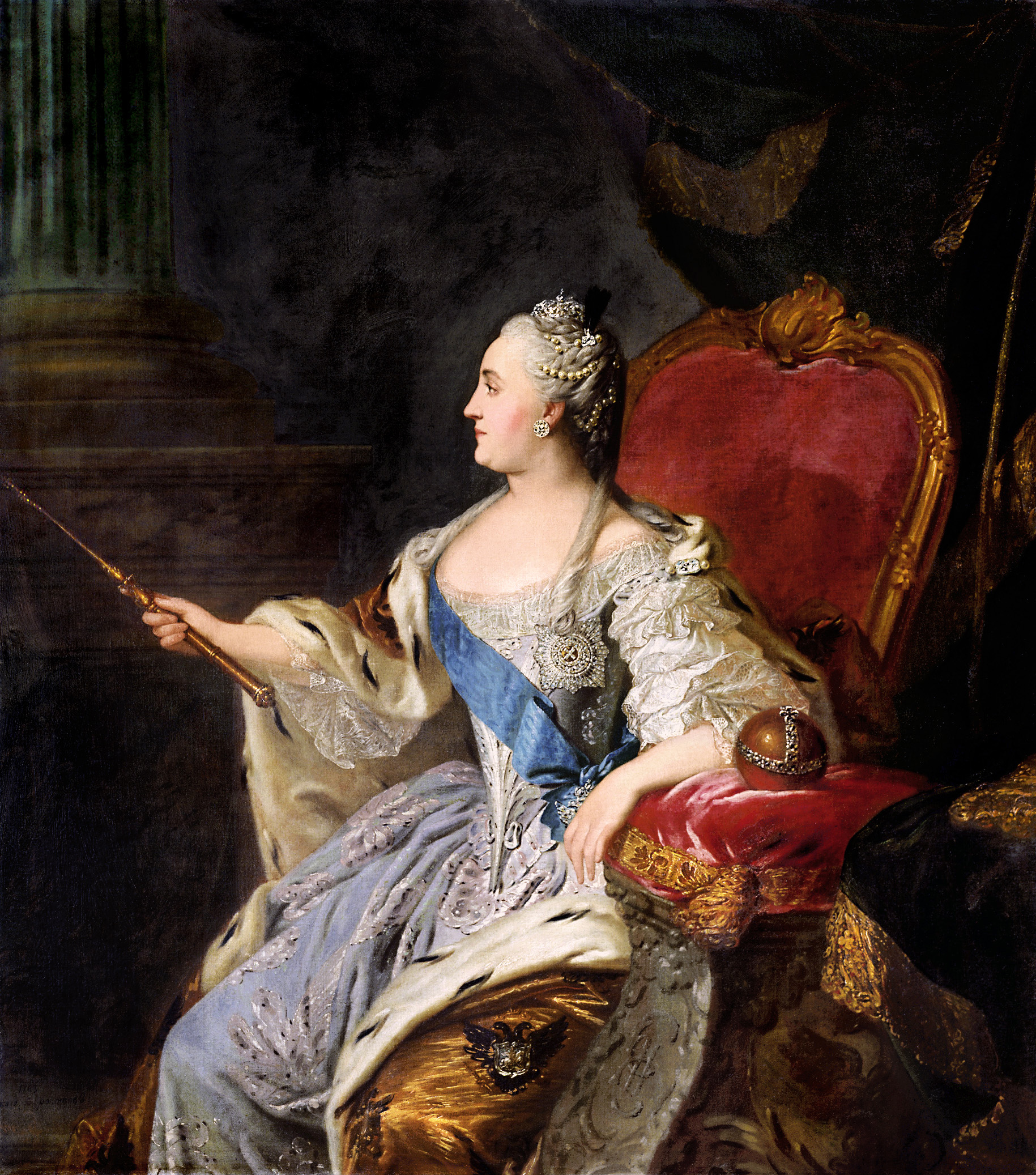
Katharina die Große

Aus der allgemeinen Unzufriedenheit mit der Politik Peters III. entstand eine Verschwörung, im Zuge derer seine Ehefrau Katharina II. („die Große“) an die Macht kam. Auch sie setzte den Modernisierungskurs ihrer Vorgängerin fort. 1767 veröffentlichte sie mit der Großen Instruktion ihr Regierungsprogramm und die Arbeitsgrundlage für die Gesetzbuch-Kommission. Die 1775 erlassene Gouvernementsverfassung verlieh dem Russischen Kaiserreich eine neue Verwaltungsstruktur. 1785 erließ Katharina eine Adelsordnung und eine Städteordnung, die im Russischen Kaiserreich Grundlagen für eine zivile Gesellschaft schufen und neben dem Adel auch den stadtbürgerlichen Mittelstand zur Verantwortung in Staat und Gesellschaft heranzogen.
Zusammen mit ihrem Favoriten Grigori Potjomkin entwarf sie eine kühne Vision, das sogenannte „Griechische Projekt“. Es sah vor, die Macht des Osmanischen Reiches auf dem Balkan zu brechen und ein zusammenhängendes orthodoxes Reich von der Ägäis bis nach Russland zu erschaffen. Die Meerengen sowie Konstantinopel sollten unter die Kontrolle Russlands fallen. Eine Reihe von Kriegen gegen das Osmanische Reich brachte dieses Ziel tatsächlich näher, auch wenn es nie vollständig realisiert wurde. Als Folge des Russisch-Türkischen Kriegs (1768–1774), in dem die Festung der Heiligen Elisabeth eine Schlüsselrolle spielte, kam die Region unmittelbar nördlich des Schwarzen Meeres zum Russischen Reich. In den neuen Landstrichen, die unter dem Namen Neurussland zusammengefasst waren, wurden zahlreiche neue Städte gegründet wie Sewastopol, Odessa, Jelisawetgrad, Mykolajiw, Cherson und Jekaterinoslaw. Katharina besaß eine große Macht in Polen und übte großen Einfluss auf dessen Entscheidungen und Thronverhältnisse aus. Schließlich beschloss sie zusammen mit Preußen und Österreich die Teilungen Polens, bei denen sich Russland große Gebiete sicherte.
Im Inland war sie 1773 mit einem massiven Bauern- und Kosakenaufstand (Pugatschow-Aufstand) konfrontiert. Er begann als Auflehnung der Kosaken und erfasste später auch Leibeigene, die gegen verschärfte Regelungen protestierten. Katharina konnte den Aufstand blutig niederschlagen, doch weite Teile des südlichen Wolga- und Uralgebietes blieben noch lange von dem bürgerkriegsähnlichen Aufstand verwüstet. Zum Wiederaufbau und zur Wiederbesiedlung dieser Landstriche wurden viele Deutsche als Siedler nach Russland eingeladen. Katharina beseitigte außerdem die Autonomie der ukrainischen Kosaken und gab ihnen stattdessen Ländereien im Kuban-Gebiet. Nach der französischen Revolution von 1789 wandte sie sich von den liberalen Ideen ab, die bis dahin ihr Denken und Handeln geprägt hatten.

### Die entwickelte Autokratie (1796 bis 1855)

#### Paul I. (1796 bis 1801)

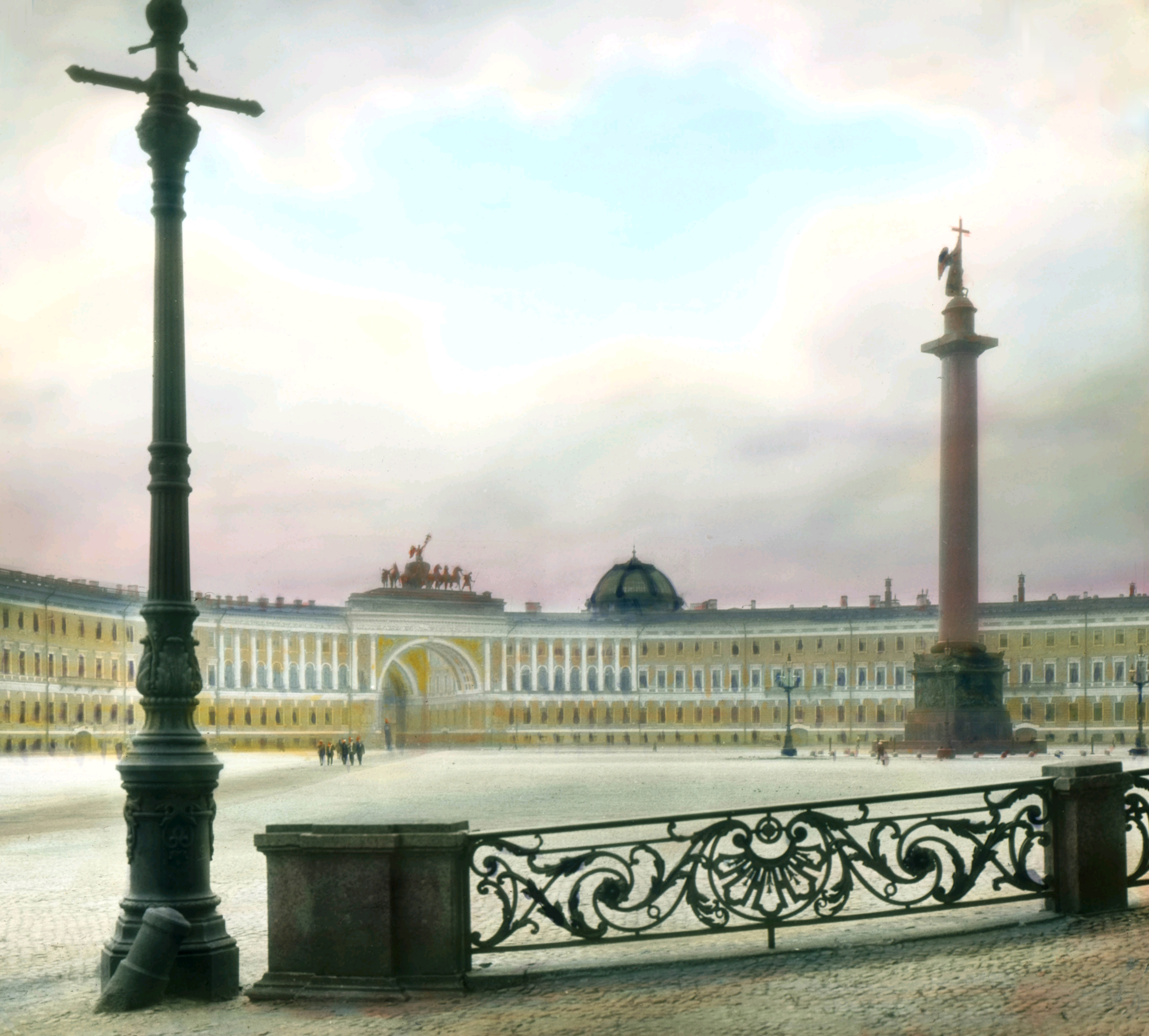
Der Palastplatz in Sankt Petersburg

Nach Katharinas Tod am 17. November 1796 folgte ihr Sohn Paul I. (1796–1801), der laut seinen Gegnern durch eine verkehrte Erziehung ein misstrauischer, launenhafter Tyrann geworden war. Anfangs erließ er einige wohltätige Verordnungen zugunsten der Leibeigenen und Altgläubigen. Wichtig ist auch das von ihm 1797 erlassene Familiengesetz. Es bestimmte für die Thronfolge das Recht der Erstgeburt in direkt absteigender Linie und dabei den Vorrang der männlichen Nachkommen vor den weiblichen als Staatsgrundgesetz. Ein anderes Gesetz trennte einen Teil der Kronbauern als Eigentum der kaiserlichen Familie unter dem Namen Apanagebauern ab. Aus Misstrauen gegen die revolutionären Ideen der Französischen Revolution verbot Paul aber den Besuch ausländischer Lehranstalten und Universitäten, führte eine verschärfte Zensur und strenge Aufsicht über alle im Reich lebenden Ausländer und fremden Reisenden ein und bestrafte jede freie Meinungsäußerung mit launischer Willkür.
An den Koalitionskriegen gegen Frankreich nahm er erst teil, als die aus Malta vertriebenen Ritter des Malteserordens ihn im Oktober 1798 zum Großmeister des Malteserordens gewählt und seine Hilfe gegen Frankreich angerufen hatten. Im Zweiten Koalitionskrieg stellte er Hilfstruppen unter General Hermann für die von den Briten beabsichtigte Landung in den Niederlanden, für den Krieg in Süddeutschland (unter General Rimski-Korsakow) und in Italien (unter Suworow). Sogar Sultan Selim III. schickte er eine Flotte mit 4000 Soldaten nach Konstantinopel zu Hilfe.
Die glänzendsten Erfolge erzielte Suworow in Italien, wo er im Verein mit den Österreichern durch die Siege bei Cassano d’Adda (27. April 1799), an der Trebbia (17.–19. Juni) und bei Novi Ligure (15. August) die Franzosen aus dem Pogebiet vertrieb. Als er dann auf seinem berühmten Marsch über den Gotthardpass in die Schweiz vordrang, um sich mit Rimski-Korsakow zu vereinigen, war dieser kurz zuvor (26. September) bei Zürich geschlagen worden, und Suworow musste sich über den Panixerpass nach Graubünden wenden, von wo er nach Russland zurückkehrte. Auch die Landung in den Niederlanden endete mit einer Kapitulation (19. Oktober). Kaiser Paul schrieb diese Misserfolge der Unfähigkeit der verbündeten Befehlshaber zu.
Verärgert durch die britische Besetzung Maltas am 15. September und die Niederlagen, sagte er sich von der Koalition los und schloss nach dem Muster des von Katharina II. veranlassten Neutralitätsvertrags vom 26. Februar 1780 zur Beschränkung der britischen Seemacht im Dezember 1800 die Zweite bewaffnete Neutralität mit Schweden, Dänemark und Preußen. Das Vereinigte Königreich von Großbritannien und Irland antwortete sofort mit einem Angriff auf Kopenhagen. Paul plante daraufhin ein Bündnis mit Frankreich und eine Invasion des britischen Indiens; noch ehe es jedoch zu Feindseligkeiten zwischen Großbritannien und Russland kam, wurde Paul am 24. März 1801 von einigen Adligen ermordet.

#### Alexander I. (1801 bis 1825)

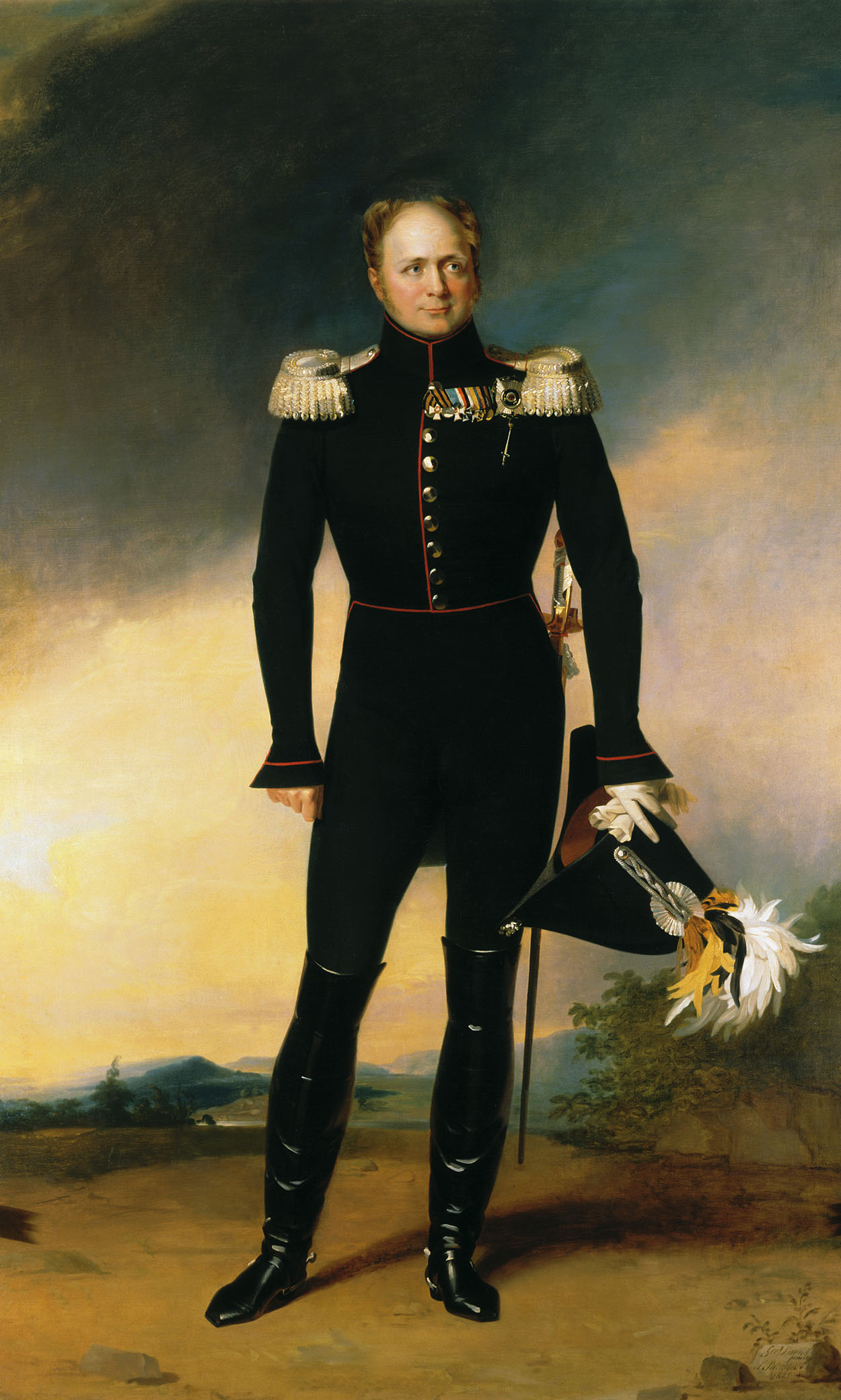
Alexander I. von Russland

Sein 23-jähriger Sohn Alexander I. (1801–1825) entsagte sofort in einem Vertrag mit Großbritannien der bewaffneten Neutralität, um sich den Werken des Friedens widmen zu können. Nach rousseauschen Grundsätzen erzogen, schwärmte er für humane Ideale, ohne jedoch seine unbeschränkte Herrschergewalt, auf die er nicht verzichtete, mit Energie und Ausdauer für deren Verwirklichung anzuwenden. An Stelle der von Peter I. begründeten Kollegien errichtete er acht Ministerien (1802), schuf für die Prüfung und Beratung aller neuen Gesetze und Maßregeln der Regierung den Staatsrat (1810, auch Reichsrat genannt), suchte die Finanzen zu regeln und legte zur Verminderung der Heereskosten Militärkolonien an. Die Leibeigenschaft hob er in den baltischen Provinzen auf und milderte sie in Russland selbst. Die Zahl der Gymnasien und Volksschulen wurde beträchtlich vermehrt, Universitäten (in Kasan und Charkow) wurden neu errichtet oder (in Dorpat und Vilnius) reorganisiert.
Bald erkannte er, dass seine friedliche, ja freundschaftliche Haltung zu Frankreich von Napoleon nur benutzt wurde, um in Mitteleuropa nach Willkür schalten zu können. 1805 trat er der dritten Koalition gegen Frankreich bei. Doch wurde das russische Heer unter Kutusow, das sich in Mähren mit den Österreichern vereinigte, am 2. Dezember 1805 bei Austerlitz geschlagen und musste infolge des Waffenstillstandes zwischen Frankreich und Österreich das österreichische Gebiet räumen.
Seinem Freundschaftsbündnis mit Friedrich Wilhelm III. getreu, kam Alexander 1806 Preußen zu Hilfe, als dessen Heerestrümmer nach der Schlacht bei Jena und Auerstedt über die Oder zurückgedrängt waren (vierte Koalition). Die Russen lieferten den Franzosen in Polen die unentschiedenen Gefechte von Czarnowo (23.–24. Dezember), Schlacht von Pultusk und Golymin (26. Dezember 1806), in Preußen die mörderische, aber nicht entscheidende Schlacht bei Preußisch Eylau (7.–8. Februar 1807), wurden aber nach einem längeren Waffenstillstand am 10. Juni bei Heilsberg und am 14. Juni bei Friedland (Ostpreußen) geschlagen.
Bei einer persönlichen Zusammenkunft mit Alexander am 25. Juni gelang es Napoleon, den Zaren völlig für sich zu gewinnen. Alexander schloss am 7. Juli mit Napoleon den Frieden von Tilsit. Dabei ließ er Preußen völlig im Stich. Er bereicherte sich sogar auf dessen Kosten am Grenzdistrikt Białystok. In einem geheimen Bundesvertrag teilten sie sich die Herrschaft über Europa. Genaueres wurde bei einer zweiten Zusammenkunft in Erfurt (Erfurter Fürstenkongress, September bis Oktober 1808) bestimmt. Russland überließ Napoleon die Herrschaft über Deutschland, Spanien und Portugal und trat der Kontinentalsperre gegen Großbritannien bei. Dafür durfte Russland Schweden und die Türkei erobern.
Schon Anfang 1808 hatte Russland Schweden den Krieg erklärt und ein Heer in Finnland einrücken lassen, das in kurzer Zeit erobert wurde; 1809 gingen russische Truppen über das Eis des Bottnischen Meerbusens, besetzten die Ålandinseln und die gegenüberliegende schwedische Küste. Karl XIII. von Schweden musste den Frieden von Frederikshamn schließen (17. September 1809) und ganz Finnland bis zum Fluss Tornea und die Ålandinseln an Russland abtreten.
Das zweite Opfer des Tilsiter Bündnisses war die Türkei. Von Napoleon provoziert, begann sie am 30. Dezember 1806 den achten russisch-türkischen Krieg (1806–1812). Die Russen drangen in die Donaufürstentümer ein, siegten im September 1810 bei Batin an der Donau und im Oktober 1811 bei Rustschuk über die Türken und erzwangen den Frieden von Bukarest (28. Mai 1812), durch welchen der Pruth zur Grenze zwischen den beiden Reichen bestimmt wurde. Ein Krieg mit Persien wurde gleichzeitig durch Abtretung eines Länderstreifens am Westufer des Kaspischen Meers mit Baku beendet.
Kaum waren diese Kriege beendet, musste die russische Donauarmee unter Admiral Tschitschagow in den Krieg mit Frankreich 1812 eingreifen. Ursache des Krieges war der Übermut Napoleons, der Russland als Bündnispartner nicht mehr zu brauchen glaubte und allein in Europa herrschen wollte. Er vergrößerte 1809 das Herzogtum Warschau um Westgalizien, beraubte Herzog Peter Friedrich Ludwig von Oldenburg, einen nahen Verwandten des russischen Kaiserhauses, willkürlich seines Landes und forderte eine Verschärfung der Kontinentalsperre, lehnte aber die von Russland verlangte Räumung Preußens ab.
Am 12./24. Juni 1812 überschritt Napoleon mit seiner Grande Armée von 612.000 Mann die russische Grenze. Die Russen waren zahlenmäßig weit unterlegen. Trotzdem besiegten sie Napoleon, indem sie eine offene Feldschlacht vermieden, sich in die Weiten des Russischen Reiches (schon damals der territorial größte Staat) zurückzogen und den Feind durch Kleinkrieg ermüdeten.
Der linke Flügel der Franzosen unter Jacques MacDonald, dem das preußische Hilfskorps beigegeben war, rückte in die baltischen Provinzen ein; der rechte unter Karl Philipp Fürst zu Schwarzenberg drang in Wolhynien vor. Die Hauptarmee unter Napoleon selbst schlug die Richtung nach Moskau ein, erreichte am 28. Juni Vilnius, am 28. Juli Wizebsk und stieß erst Mitte August bei Smolensk auf die 116.000 Mann starke russische Westarmee unter Barclay de Tolly. Diese leistete Widerstand, wurde aber am 17. August geschlagen.
Die Russen deckten den weiteren Rückzug durch die Gefechte bei Walutina Gora (19. August), Dorogobusch (26. August), Wjasma (29. August) und Gschatsk (heute Gagarin, 1. September). Nachdem Michail Kutusow den Oberbefehl übernommen hatte, wagten sie am 7. September noch einmal die Schlacht von Borodino. Zwar mussten sie nach einem hartnäckigen und furchtbar blutigen Kampf ihre Stellung räumen und Moskau preisgeben, in das Napoleon am 14. September einzog; aber das französische Heer war nicht nur auf 100.000 Mann zusammengeschmolzen, sondern auch erschöpft und kriegsmüde, und statt durch den Besitz Moskaus den Frieden erzwingen zu können, fand Napoleon die Stadt von fast allen Einwohnern verlassen und der Vernichtung geweiht; denn am Abend des 15. September begann der angeblich auf Befehl des Gouverneurs Rostoptschin gelegte Brand in Moskau (er selbst hat diese Version später zurückgewiesen), der in sechstägigem Wüten fast die ganze Stadt in Asche legte und die Franzosen der Mittel des Unterhalts beraubte.
Napoleon konnte nun nicht in Moskau überwintern, und nachdem seine Friedensanträge von Alexander erst hingehalten, dann zurückgewiesen worden waren, trat er am 18. Oktober den Rückzug an. Er wandte sich zuerst gegen Kaluga, um in den noch unberührten südlichen Landstrichen Winterquartiere zu finden, wurde aber bei Malojaroslawez am 24. Oktober von Kutusow nach dem Norden zurückgeworfen und musste nun durch völlig ausgesogene Gegenden seinen Rückzug nach Smolensk fortsetzen, wobei seine Nachhut fortwährend von Kosaken umschwärmt und angegriffen wurde. Durch den Mangel an Lebensmitteln und die früh eingetretene Kälte litt die Armee fürchterlich und war schon in Auflösung, als sie am 9. November Smolensk erreichte.

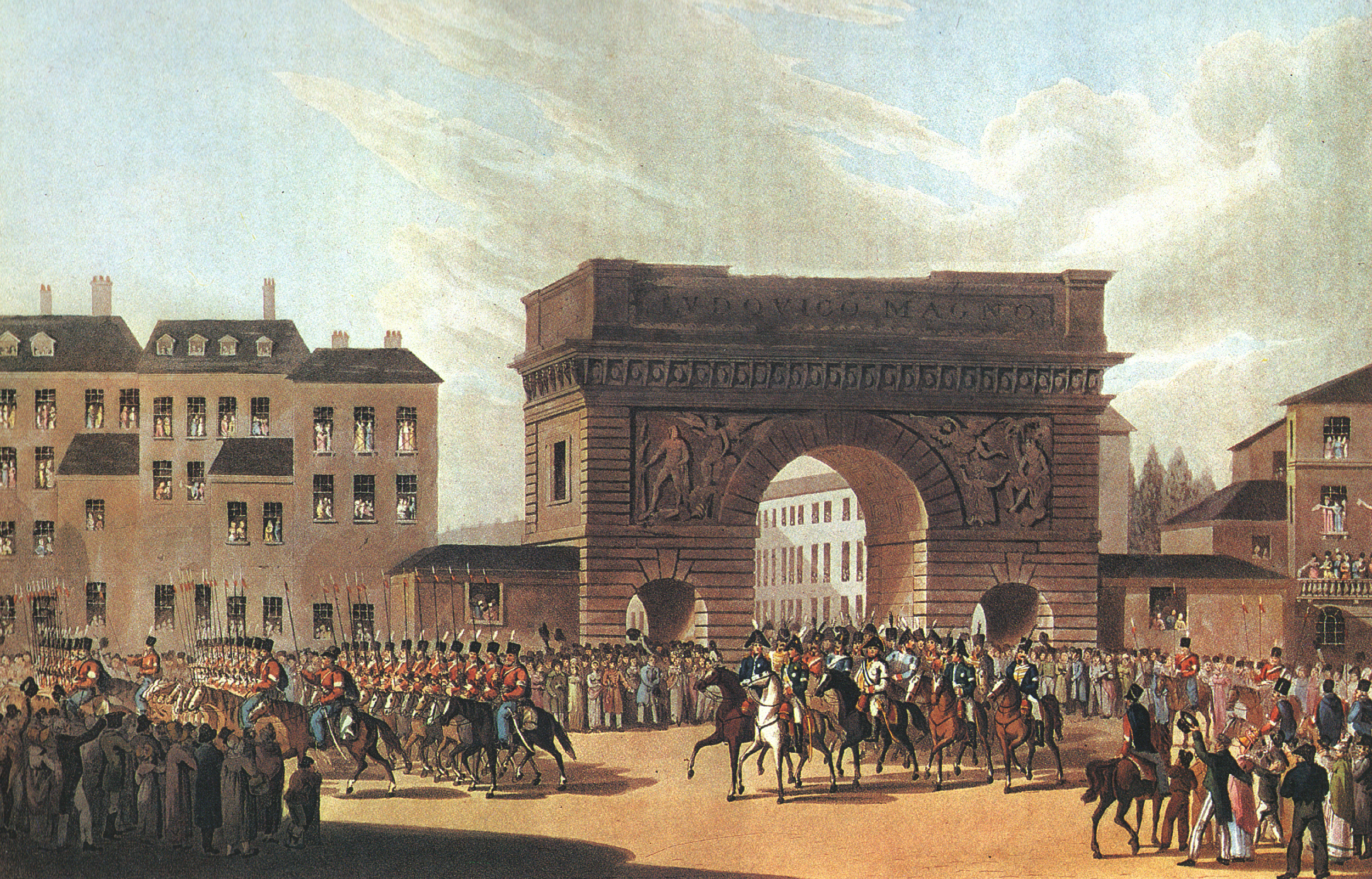
Russische Truppen ziehen in Paris ein, 1814

Der weitere Rückzug wurde dadurch gefährdet, dass die russische Südarmee unter Tschitschagow nach Zurückdrängung Schwarzenbergs und die Nordarmee unter Wittgenstein, welche den Vormarsch der Franzosen in die Ostseeprovinzen nicht hatte hindern können und zweimal ohne Erfolg bei Polozk gekämpft hatte (17.–18. August und 18.–19. Oktober), sich nun auf der Rückzugslinie Napoleons vereinigen konnten. Mit Mühe, unter Aufbietung der letzten Kräfte, erzwangen die Franzosen am 26.–28. November noch vor dieser Vereinigung den Übergang über die Beresina; aber in bejammernswertem Zustand erreichte der Rest des Heers am 6. Dezember Wilna, wo es sich auch nicht behaupten konnte. Der Abfall Yorcks von den Franzosen (30. Dezember) nötigte dieselben Anfang 1813 auch zur Räumung der Weichsellinie.
Auch die russischen Truppen waren durch die Verluste und die Strapazen des Winterfeldzugs stark dezimiert und erschöpft, und im russischen Hauptquartier waren viele einflussreiche Personen für einen sofortigen, möglichst vorteilhaften Frieden mit Frankreich. Aber zu einem solchen zeigte sich Napoleon keineswegs geneigt und auch Alexander drängte zur Fortsetzung des Kriegs im Bund mit Preußen in den Befreiungskriegen.
Der erste Feldzug, welchen russische Feldherren, Wittgenstein und Barclay, befehligten, endete nach den Schlachten bei Großgörschen und bei Bautzen mit dem Rückzug nach Schlesien. Im zweiten Teil des Kriegs aber, als Österreich, Großbritannien und Schweden der sechsten Koalition beigetreten waren, nahmen die russischen Truppen hervorragenden Anteil an den Siegen, besonders der schlesischen Armee 1813–1814, durch welche Napoleon aus Deutschland vertrieben und endlich gestürzt wurde. Im Rate der Verbündeten spielte Kaiser Alexander neben Metternich die bedeutendste Rolle. Er verhalf den Ratschlägen der zu energischem Handeln drängenden preußischen Staatsmänner und Generale oft zum Sieg. Nach Vereitelung seines Plans, Bernadotte auf den französischen Thron zu erheben, bewirkte er die Restauration der Bourbonen und die Schonung Frankreichs im ersten Pariser Frieden.
Auf dem Wiener Kongress forderte er, dass Preußens Erwerbungen der Dritten Teilung Polens an Russland fallen und Preußen dafür mit Sachsen entschädigt werde. Preußen wäre so zu einem Satelliten Russlands geworden, das bis weit nach Mitteleuropa hineingereicht hätte. Damit führte er einen Konflikt mit Österreich und Großbritannien herbei; Metternich und der britische Außenminister Castlereagh suchten eine drohende Vorherrschaft Russlands zu verhindern. Im Februar konnte durch einige Zugeständnisse Russlands der Konflikt beigelegt werden. Russland erhielt das eigentliche Polen, das so genannte Kongresspolen, als besonderes Königreich, dem auch eine eigene liberale Verfassung verliehen wurde. Seine Besitzungen dehnten sich nun im Westen bis nahe an die Oder aus, während es sich im äußersten Osten über die Beringstraße hinaus über einen Teil Nordamerikas ausbreitete. Es umfasste über 20 Millionen Quadratkilometer mit etwa 50 Millionen Einwohnern.
1815 wurde Kaiser Alexander I. in Europa als „Retter Europas“ gefeiert und bestimmte beim Wiener Kongress maßgeblich die Neuordnung Europas mit. Auch auf seine Anregung hin wurde unter anderem die Heilige Allianz aus Russland, Österreich und Preußen gegründet. Russland dominierte nun Kontinentaleuropa, bis der Krimkrieg in den 1850er Jahren dieser Vorherrschaft ein Ende setzte.
Alexander starb Ende 1825 in Taganrog am Asowschen Meer, ohne Nachkommen zu hinterlassen.

#### Nikolaus I. (1825 bis 1855)

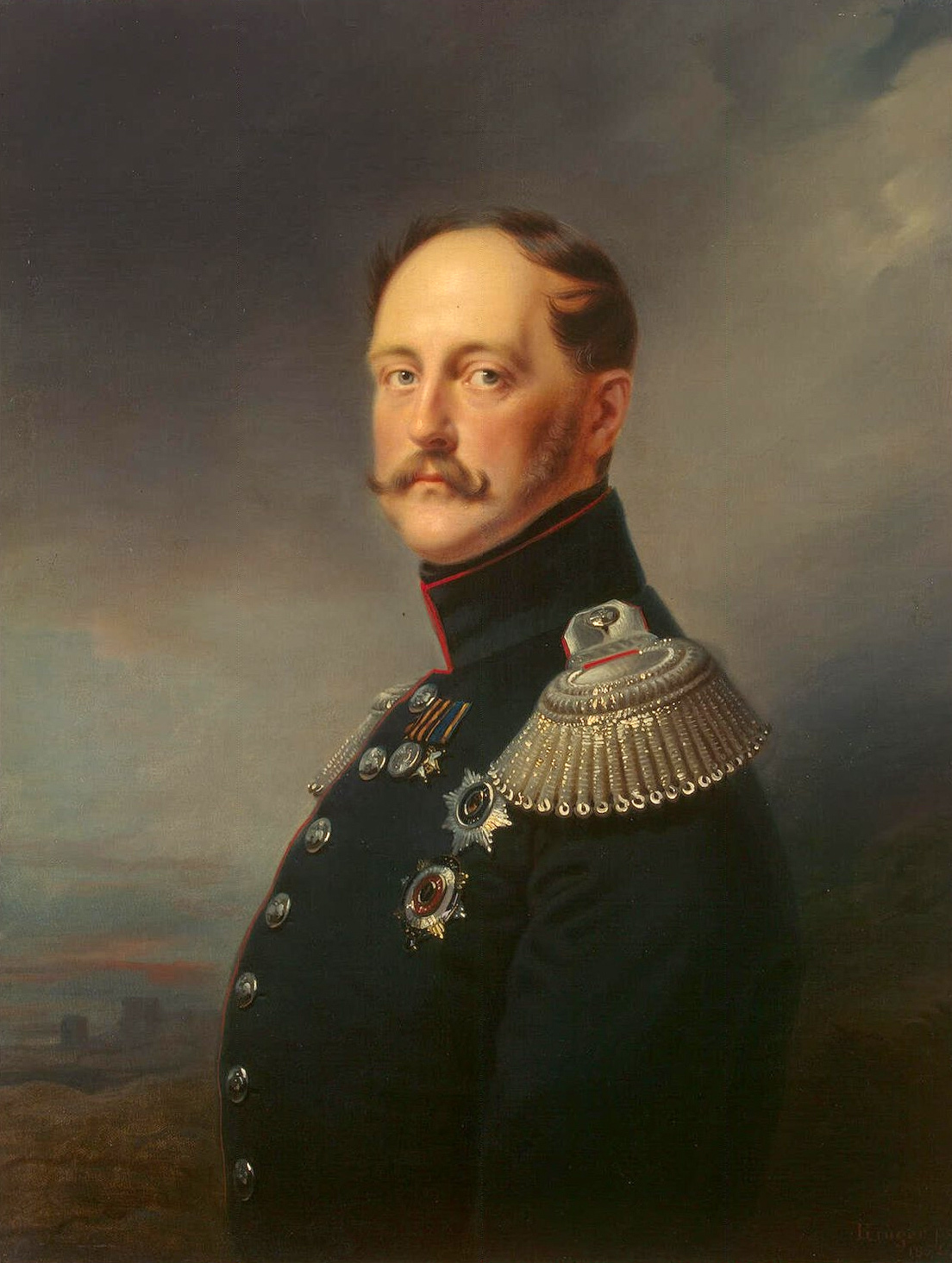
Kaiser Nikolaus I.

Laut Nachfolgeregelung wäre ihm eigentlich sein Bruder Konstantin auf dem Thron gefolgt; dieser hatte jedoch bereits 1822 auf den Thron verzichtet. Alexander hatte deshalb im Geheimen seinen Bruder Nikolaus Pawlowitsch zu seinem Nachfolger designiert. Nach dem Tode Alexanders wurde erst Konstantin zum Herrscher ausgerufen; als dieser verzichtete, kam es zeitweise zu einer wirren Situation. Bei der Vereidigung der Petersburger Garnison auf den Kaiser Nikolaus I. kam es aus Enttäuschung über ausgebliebene innenpolitische Reformen 1825 zum erfolglosen Dekabristenaufstand.
Nikolaus I., der bis 1855 regierte, war ein eher vorsichtiger Herrscher, der sich vor allem als Bewahrer der bestehenden Ordnung im Innern und Äußeren sah. Er unterstützte die Reaktion in Europa; mehrmals drohte Nikolaus mit einer Interventionsarmee, wenn es, wie beispielsweise in Belgien, zu nationalen Unruhen kam. Im Inneren regierte Nikolaus streng autokratisch. Unter seiner Ägide wurde auch die Geheimpolizei, die spätere Ochrana, ins Leben gerufen.
Im russisch-türkischen Krieg (1828/1829) besiegte Russland das Osmanische Reich und gewann Gebiete im südlichen Kaukasus. Moldau, Walachei und Serbien wurden autonom und gerieten unter russischem Einfluss. 1830/1831 kam es zum polnischen Aufstand, der auch auf Litauen übergriff, jedoch erfolgreich niedergeschlagen wurde. Infolge des Aufstandes fand eine Wende in der russischen Polenpolitik statt. Nikolaus setzte nun auf eine Russifizierung der polnischen Provinzen des Reiches. Als Muhammad Ali Pascha im Kampf gegen den türkischen Sultan 1832 bis nach Anatolien vorstieß, schickte Nikolaus zur Unterstützung des Sultans Truppen. Im Revolutionsjahr 1848 halfen russische Truppen dabei, die aufständischen Ungarn im Habsburger Reich niederzuschlagen. Einer möglichen deutschen Einigung stand Nikolaus kritisch gegenüber und bei der Konferenz von Olmütz übte er starken Druck auf Preußen aus, um eine kleindeutsche Einigung unter Führung Preußens zu verhindern und den Deutschen Bund in seiner alten Form wiederherzustellen.
Ab 1850 gewann die Kolonialpolitik auch in Russland zunehmend an Bedeutung. Russland dehnte hierbei im beginnenden Zeitalter des Imperialismus 1852–1888 sein Einflussgebiet auf Turkestan und den Kaukasus aus und hegte auch wenig realistische Ambitionen auf China und Indien (The Great Game). 1860 wurde am Pazifik Wladiwostok gegründet, als feste Ausgangsbasis für eine aktivere und aggressive Politik Russlands im Fernen Osten.
Von 1853 bis 1856 kam es zum Krimkrieg, bei dem Russland einer Allianz aus Großbritannien, Frankreich, Sardinien und dem Osmanischen Reich unterlag. Der Krieg wurde nicht nur auf der Krim selbst, sondern auch in der Ostsee, im Weißen Meer und im Schwarzen Meer ausgetragen. Im Krieg machte sich die Rückständigkeit Russlands unangenehm bemerkbar; die Ausrüstung des Landheeres war mangelhaft und die Flotte Russlands war vollkommen veraltet und einer Kraftprobe mit der britischen Royal Navy nicht gewachsen.

### Kaiser Alexander II. „der Befreier“ (1855 bis 1881)

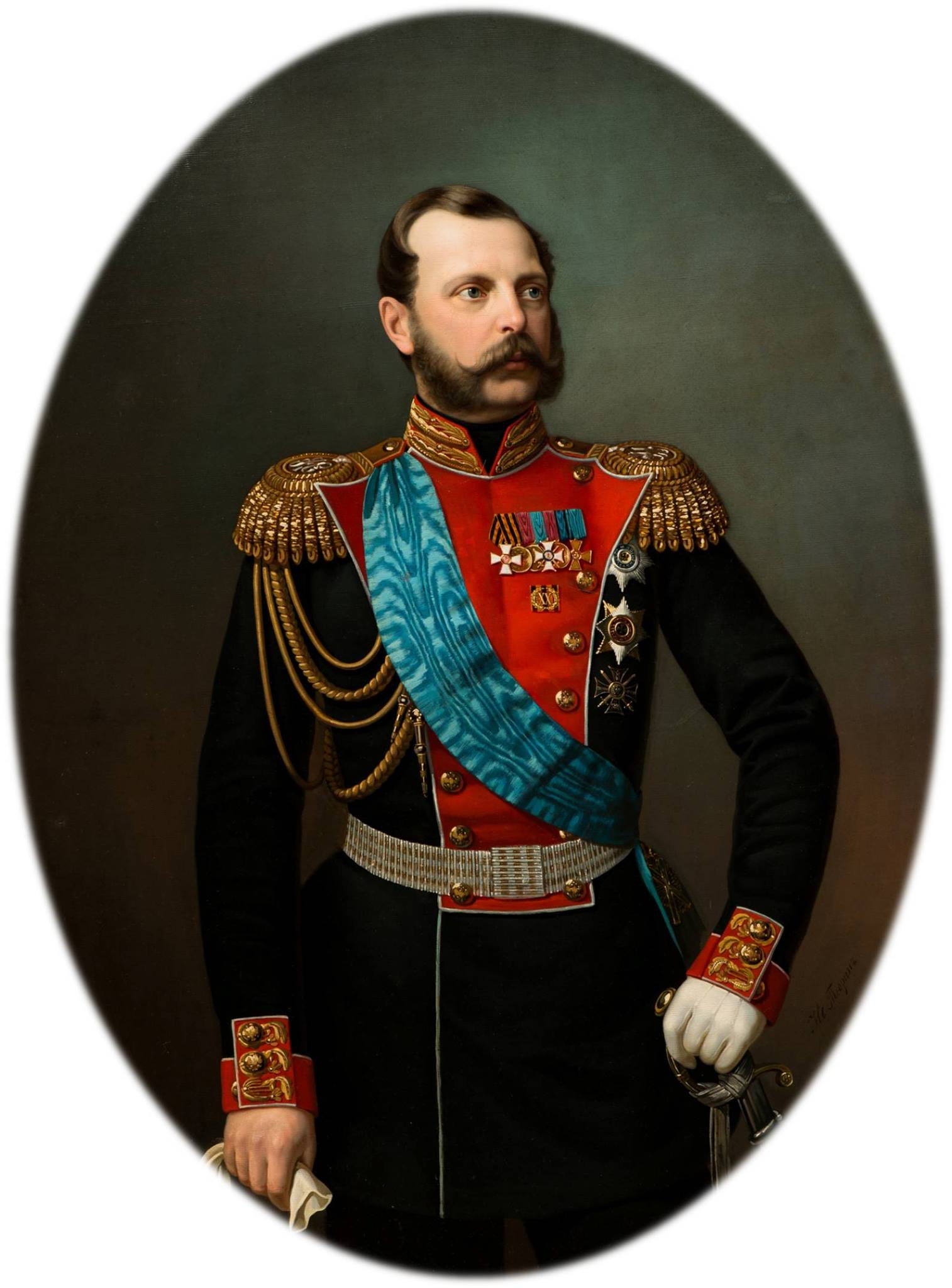
Kaiser Alexander II. „der Befreier“

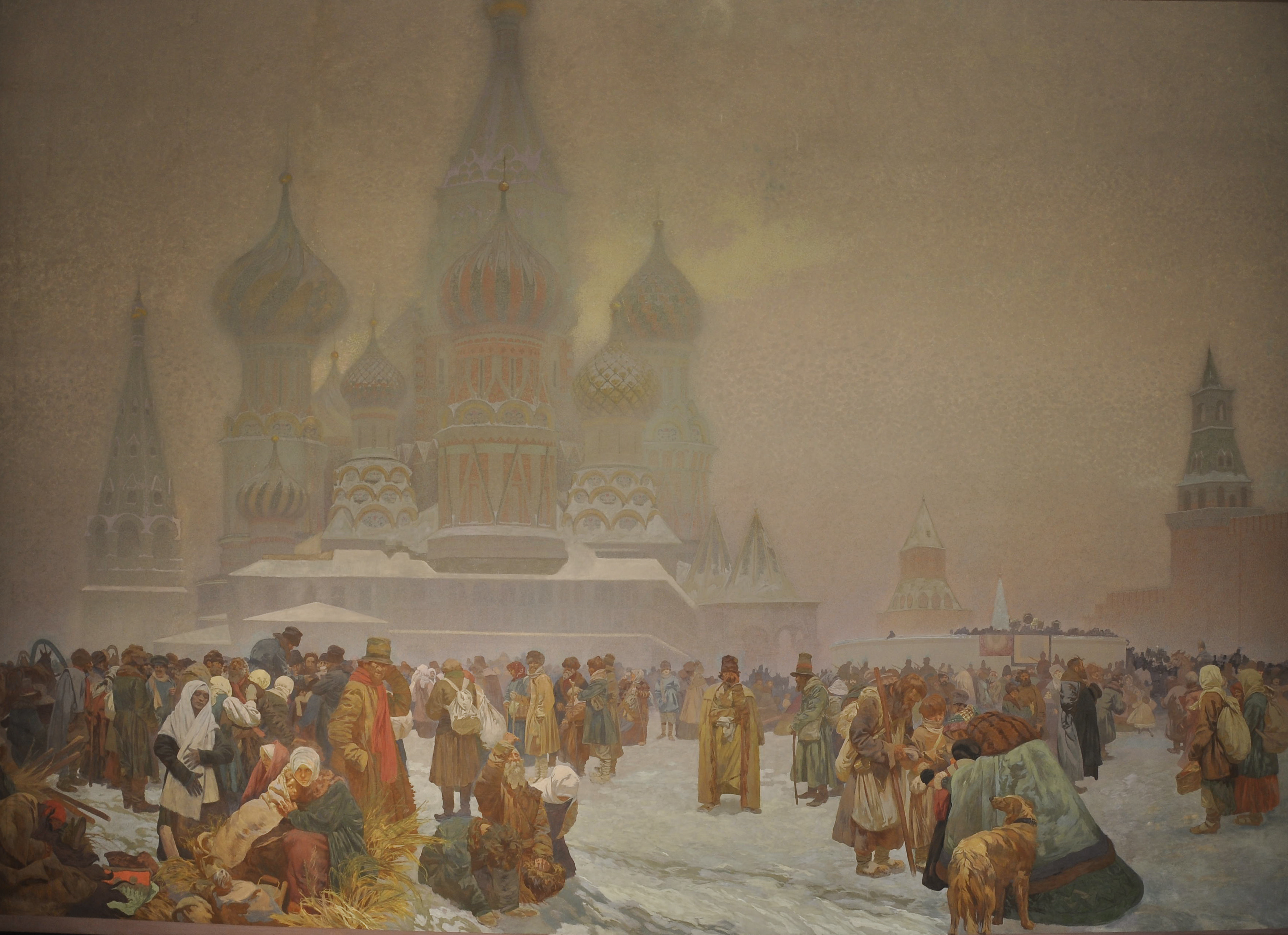
Die Abschaffung der Leibeigenschaft in Russland (Bild von 1914 aus dem Slawischen Epos von Alfons Mucha)

Kaiser Alexander II. nahm weitreichende Reformen in Angriff, nachdem während des Krimkrieges die Rückständigkeit Russlands deutlich zutage getreten war. Seit 1861 wurde die Leibeigenschaft aufgehoben; das Justizwesen wurde reformiert und ebenso die kaiserlich russische Armee.
Alexander setzte diese Reformen gegen große Widerstände durch. 1867 verkaufte er Alaska an die USA.
Nach dem Verlust des Krimkriegs machte sich Russland die panslawistische Bewegung zu eigen, um seinen Einfluss in Mitteleuropa und auf dem Balkan zu stärken. Die Idee des Panslawismus, also der Vereinigung der slawischen Völker unter russischer Herrschaft, war nicht neu; sie fanden nun aber durch eine national gesinnte Presse und Agitatoren zunehmend Gehör in Russland. Russland unterstützte die Aufstände der slawischen Völker auf dem Balkan, was zur Balkankrise, zum Russisch-Türkischen Krieg von 1877 bis 1878 und zur Unabhängigkeit Bulgariens führte. In Serbien fand Russland einen Verbündeten für seine Pläne.
Auf dem Berliner Kongress erlitt Russland einen Rückschlag, denn eine Schaffung eines Groß-Bulgarien, wie sie Russland anstrebte, traf auf heftige Opposition Großbritanniens und Österreich-Ungarns, die einen Durchbruch Russlands an die Adria unbedingt unterbinden wollten. In Russland bildeten sich in diesen Jahrzehnten mehrere radikale Gruppen, die einen Umsturz anstrebten. Die bekannteste von ihnen war die anarchistische Gruppierung Narodnaja Wolja (Volkswille). Auf Alexander wurden mehrere erfolglose Attentate verübt. Am 11. März 1881 wurde der Zar von zwei Attentätern dieser Gruppierung ermordet.

### Alexander III. (1881 bis 1894) und Nikolaus II. (1894 bis 1917)
Ihm folgte sein Sohn als Kaiser Alexander III. nach, der, auch durch die Ermordung seines Vaters beeinflusst, einen reformfeindlichen Kurs einschlug und streng autokratisch regierte. Dabei stützte er sich vor allem auf die Armee und auf die Geheimpolizei, die Ochrana. Die Armee nahm im Inneren Russlands traditionell auch Polizeiaufgaben wahr. Alexanders Sohn Nikolaus II., der ihm 1894 auf den Thron folgte, setzte diese Politik fort.
In diese Epoche fiel auch die Erschließung des russischen Ostens. Von 1891 bis 1901 wurde die Transsibirische Eisenbahn zwischen Wladiwostok und Tscheljabinsk gebaut, die den Westen und den Osten des Reiches miteinander verbinden sollte; auch die Besiedlung Sibiriens wurde hierdurch begünstigt. 1896 erhielt Russland durch den Bau einer Abzweigung, der Transmandschurischen Eisenbahn, Einfluss auf die Mandschurei, was aber zu kollidierenden Interessen mit Japan führte; beide suchten sich auf Kosten Chinas zu vergrößern.
So kam es 1904–1905 zum Russisch-Japanischen Krieg, der für Russland verloren ging. Russland hatte von Anfang an Probleme, denn der Kriegsschauplatz lag weit vom eigentlichen Machtzentrum entfernt. Japan, seit 1902 Bündnispartner Großbritanniens, attackierte den russischen Stützpunkt Port Arthur ohne vorherige Kriegserklärung und versenkte einen Teil des russischen Fernostgeschwaders. Am 13. April 1904 kam es zu einer ersten Seeschlacht, die mit dem Sieg der Japaner endete. Diese besetzten nun die Höhen um die Festung Port Arthur und begannen mit der Belagerung. Von den Höhen aus nahmen sie auch die russischen Schiffe unter Feuer; im August versuchte die Restflotte einen erneuten Durchbruch. In einer weiteren Seeschlacht wurden die restlichen russischen Schiffe versenkt. Nikolaus II. war jedoch uneinsichtig und noch nicht zum Frieden bereit, den auch weite Kreise, von Großindustriellen bis zu den Militärs, forderten. Nachdem die Russische Ostseeflotte die halbe Welt umrundet hatte, kam es am 14. und 15./27. und 28. Mai 1905 bei Tsushima in der Meerenge von Korea und Japan zur Schlacht mit der japanischen Flotte unter Admiral Tōgō Heihachirō. Erneut unterlag die russische der japanischen Flotte.
Nachdem die Festung Port Arthur von den Japanern erobert worden war, musste Russland dem von US-Präsident Theodore Roosevelt vermittelten Friedensvertrag von Portsmouth zustimmen, der am 23. August/5. September 1905 in Portsmouth, New Hampshire, unterzeichnet wurde.

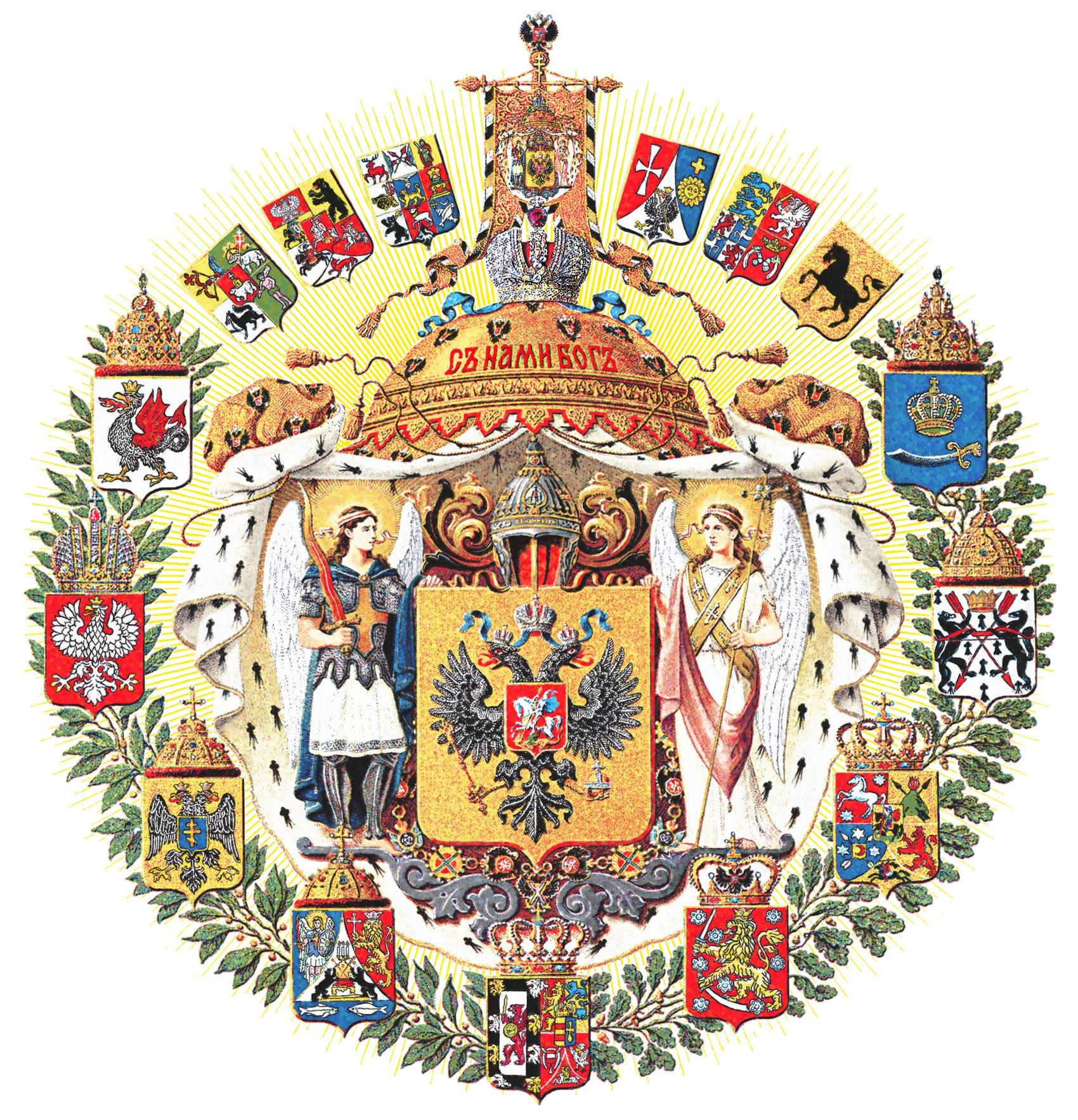
Vollwappen des Russischen Kaiserreiches (1883)

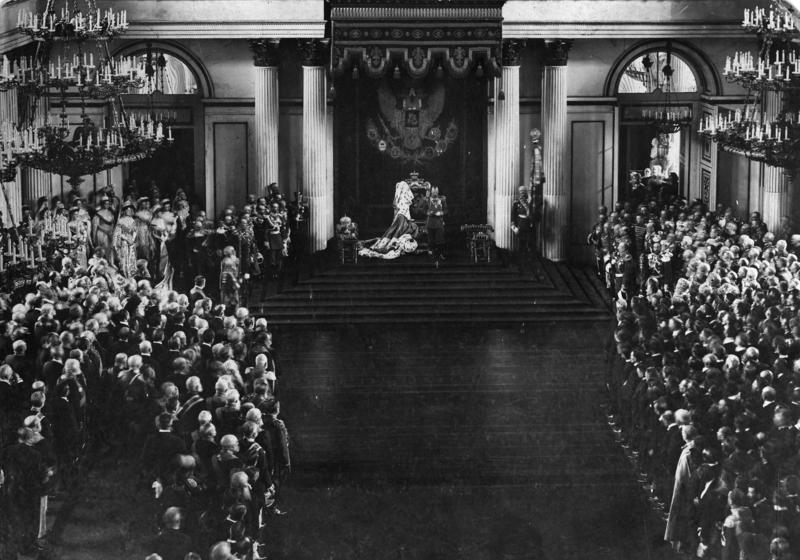
Eröffnung der Duma 1906

Durch ausgebliebene innenpolitische Reformen und den Konflikt zwischen Anhängern einer Annäherung an den Westen (Westler) und Gegnern einer solchen Annäherung (Slawophile) geriet Russland wirtschaftlich immer mehr ins Hintertreffen gegenüber den anderen Großmächten. Die Korruption im Land war weit verbreitet und höher als in den westlichen Ländern. Zudem war die starke Zentralisierung des Staates nicht immer von Vorteil. In Moskau und Sankt Petersburg, aber auch in anderen russischen Städten entstanden Kreise von Intellektuellen, Kommunisten und Anarchisten. Sie wurden von Zar Alexander III. brutal verfolgt. Sein Nachfolger, Nikolaus II. behielt die Politik seines Vaters bei. Hinzu kamen soziale Probleme, die im Zuge der Industrialisierung des Landes entstanden, sowie eine Hungersnot im Jahre 1890. 1898 wurde die Sozialdemokratische Arbeiterpartei Russlands (Vorgängerin der Kommunistischen Partei Russlands) gegründet, in welcher ab 1903 die Bolschewiki unter Lenin die Führung übernahmen. Die Niederlage Russlands im Russisch-Japanischen Krieg verstärkte die Unzufriedenheit nur noch und es kam zu großen Demonstrationen. Nach dem Petersburger Blutsonntag 1905 fand von 1905 bis 1907 eine erfolglose Revolution in Russland statt, die jedoch dem Kaiser die Unzufriedenheit im Land zeigte.
Kaiser Nikolaus II. berief unter anhaltendem Druck ein Parlament, die Duma, ein, die er jedoch in der Folgezeit wiederholt auflösen ließ. Dazu wurde eine Verfassung ausgearbeitet, die Staatsgrundgesetze des Russischen Kaiserreiches. Die Duma wird in der Geschichtswissenschaft teilweise als Scheinparlament bezeichnet.
Außenpolitisch war Russland nach der 1890 vom deutschen Kaiser Wilhelm II. verweigerten Verlängerung des Rückversicherungsvertrages 1892 ein Bündnis mit Frankreich eingegangen. Nach der Niederlage im Fernen Osten richtete Russland wieder seine Aufmerksamkeit auf Europa und den Balkan. Es war nach dem verlorenen Krieg und Unruhen seit 1905 jedoch sehr geschwächt und musste zusehen, wie Österreich-Ungarn mit Rückendeckung des Deutschen Reiches 1908 Bosnien-Herzegowina annektierte. Die Spannungen auf dem Balkan nahmen immer weiter zu, denn das Osmanische Reich, „der kranke Mann am Bosporus“, war zunehmend im Zerfallen begriffen. 1907 schloss Russland ein Übereinkommen mit Großbritannien, in dem die Streitigkeiten in Asien ausgeräumt und die gegenseitigen Interessensphären festgelegt wurden. Die Triple Entente war damit gebildet. In Europa beschleunigte sich der Rüstungswettlauf. Die allgemeine Lage verdüsterte sich zunehmend und ein großer europäischer Krieg wurde immer wahrscheinlicher.
Die letzte koloniale Erwerbung des Russischen Kaiserreiches vor dem Beginn des Ersten Weltkriegs war das Gebiet Tuwa, das im April 1914 zum russischen Protektorat erklärt wurde.

### Russland im Ersten Weltkrieg bis zur Oktoberrevolution (1914 bis 1917)
Im August 1914 begann der Erste Weltkrieg. Russland stand als Verbündeter Serbiens, Frankreichs und Großbritanniens gegen das Deutsche Reich und Österreich-Ungarn. Am 29. Oktober überfiel die osmanische Flotte unter Wilhelm Souchon russische Schwarzmeerhäfen und am 2. November erfolgte die Kriegserklärung Russlands an das Osmanische Reich. Nach einigen Anfangserfolgen gegen die Mittelmächte, vor allem in Galizien, erlitt Russland mehrere schwere Niederlagen; Polen und ein großer Teil des Baltikums gingen verloren. Der Oberbefehl im Hauptquartier in Baranowitschi (ab dem 8. August 1915 in Mogiljow) wurde zunächst dem Großfürsten Nikolai Nikolajewitsch (2. August – 5. September 1915) übertragen. Angesichts der sehr kritischen Lage an der Front übernahm Nikolaus II. am 9. September das Oberkommando. Doch war er nicht wesentlich erfolgreicher; nach einem weiteren Jahr mit dem schließlichen Misserfolg der Brussilow-Offensive stand Russland vor dem wirtschaftlichen und militärischen Zusammenbruch, wenn es auch gelungen war, die anfangs unzureichende Rüstungsproduktion deutlich zu steigern.

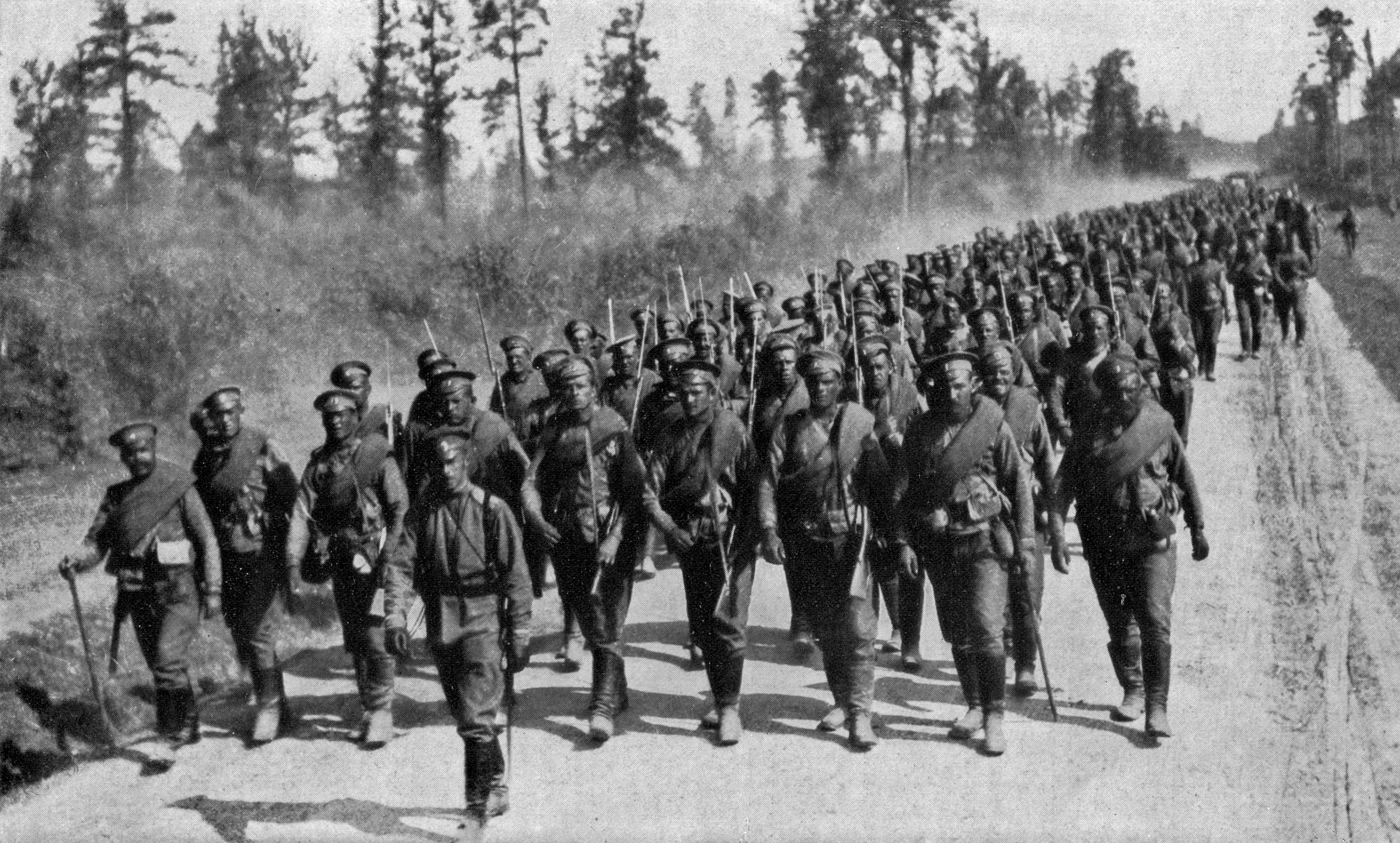
Russische Soldaten marschieren an die Front, 1914

Im März 1917 kam durch die Februarrevolution das Ende der Zarenherrschaft. Alexander Kerenski rief eine demokratische Republik aus. Am 15. März wurde der Kaiser als Oberbefehlshaber abgelöst. Der Versuch des Großfürsten Nikolai Nikolajewitsch, sich erneut an die Spitze der Armee zu setzen, blieb Episode. Unter dem Druck der Protestierenden war die Provisorische Regierung gezwungen, ihn des Amtes zu entheben.
Nach Alexejew (24. März – 4. Juni) wurde Brussilow (4. Juni – 1. August) Oberbefehlshaber der Armee. Die vor allem von Kerenski propagierte Offensive an der Front gegen die Mittelmächte scheiterte im Juli 1917 schnell. Auf Brussilow folgte Kornilow (1. August – 9. September). Er sah in der Linken und in den Arbeiter- und Soldatenräten die entscheidende Gefahr für Russland und forderte von Kerenski diktatorische Vollmachten. Der setzte daraufhin Kornilow als Oberbefehlshaber ab. Kornilow weigerte sich jedoch, seine Befehlsgewalt abzugeben und appellierte an die Bevölkerung von Petrograd (Sankt Petersburg), ihm gegen die Räte und die Provisorische Regierung zu folgen. Aber der Putschversuch Kornilows hatte keinen Erfolg, weil die Bevölkerung – und die linken Gruppen – Kerenski unterstützten. Kerenski wurde neuer Oberbefehlshaber (12. September – 16. November).
Da das Deutsche Reich die Lage Russlands destabilisieren und den Krieg im Osten beenden wollte, war im April der bisher im Schweizer Exil lebende Lenin mit deutscher Hilfe nach Petrograd gelangt. Dort kam es, nach einem gescheiterten Aufstand im Juli, im Oktober durch die Bolschewiki zur Oktoberrevolution. Das Hauptquartier nahm gegenüber den Bolschewiki eine feindliche Haltung ein, und am 7. November wandte es sich in einem Aufruf an die Armee, gegen die Bolschewiki zu kämpfen. Am 20. November erhielt das Hauptquartier eine Weisung von Lenin, Verhandlungen über einen Waffenstillstand mit Deutschland und seinen Verbündeten zu beginnen, aber am 22. November lehnte es der Oberste Befehlshaber Duchonin ab, diese Weisung auszuführen. Am 3. Dezember entließ das Hauptquartier Kornilow und andere Generäle aus der Haft im Kloster Bychow, wodurch der Beginn des Bürgerkriegs begünstigt wurde.
Am 3. Dezember 1917 wurde das Hauptquartier von revolutionären Kräften unter der Führung von Nikolai Krylenko eingenommen und Duchonin ermordet, worauf Krylenko das Amt des Obersten Befehlshabers übernahm. An diesem Tag wurde das Hauptquartier bis auf den Stab des Obersten Befehlshabers, der für die Ausführung der Demobilisierung der Armee verantwortlich war, aufgelöst. Am 5. März 1918 wurde das Amt des Obersten Befehlshabers der Armee aufgehoben und sein Stab aufgelöst. Die Hauptstadt Russlands wurde 1918 zurück nach Moskau verlegt. Polen, Finnland, das Baltikum und vorübergehend auch Belarus sowie die Ukraine wurden mit dem Ende des Ersten Weltkriegs unabhängig.

## Politisches System
Der Gothaische Hofkalender von 1910 beschreibt Russland als „Konstitutionelle Monarchie unter einem autokratischen Zaren“. Dieser offensichtliche Widerspruch gibt die Schwierigkeit wieder, Russlands politisches System zu beschreiben. Zu Beginn des 20. Jahrhunderts war das Reich einer fortwährenden Veränderung des Herrschaftssystems unterzogen. Der Zar, der sich als „Kaiser und Selbstherrscher aller Reußen“ sah, herrschte von Gottes Gnaden uneingeschränkt über das Reich. Erst nach der Russischen Revolution von 1905 und der Einführung der ersten Verfassung 1906 wurde seine Macht etwas eingeschränkt.
Dennoch wurden die Prinzipien der Autokratie eifersüchtig beschützt. Das „uneingeschränkt“ im Herrschaftsanspruch des Zaren wurde zwar gestrichen, eine wirkliche konstitutionelle oder gar eine parlamentarische Monarchie wurde jedoch nicht geschaffen.

### Monarchie
Die russische Erbmonarchie hatte sich aus den Großfürsten des Großfürstentums Moskau entwickelt. Der erste Zar war Iwan der Schreckliche, der sich 1547 krönen ließ. Nach langen Wirrungen wurde der Titel des Zaren von 1613 bis 1725 von den Romanows getragen, dann von dem Haus Romanow-Holstein-Gottorp fortgeführt. Die Zaren sahen sich als Nachfolger des Basileus, des Kaisers des Byzantinischen Reiches.
Peter I. der Große änderte 1721 seinen Titel von „Zar“ in „Kaiser“ („Imperator“), doch blieb der Zarentitel in der vollständigen Herrschertitulatur teilweise erhalten, und zwar in Bezug auf die ehemaligen tatarischen Khanate (auf Russisch: Zarentümer) Kasan, Astrachan und Sibir. Die Verwendung des aus dem Lateinischen entlehnten „Imperija“ stand für die von Peter I. angestrebte Modernität nach Maßgabe des westeuropäischen Absolutismus.
Die Macht des Kaisers war vor dem Oktobermanifest 1905 nur dadurch beschränkt, dass der Zar Mitglied der Russisch-Orthodoxen Kirche sein musste und dem Hausgesetz der Romanows zu folgen hatte. Durch das Manifest schränkte sich der Herrscher selbst ein.

### Duma
Vor dem Oktober 1905, als mit dem Oktobermanifest die erste Duma einberufen wurde, galt Russland als autokratische und absolutistische Monarchie. Nach dem Oktober 1905 und der Eröffnung der Duma am 27. Apriljul. / 10. Mai 1906greg. wurden verschiedene Gesetze zur Öffnung des Landes erlassen, so wurden mit dem Grundgesetz von 1906 in Russland erstmals Grundrechte und -freiheiten gewährt. Von nun an konnte kein Gesetz ohne Zustimmung der Duma mehr in Kraft treten. Allerdings konnte diese durch den Kaiser aufgelöst werden, ebenso hatte er ein Vetorecht.

## Militär
Von 1750 bis zum Ausgang des 18. Jahrhunderts verfügte das kaiserliche Heer über circa 186.000 Mann in regulären Verbänden. Zusätzlich gab es noch irreguläre Kosakenverbände. Diese machten eine Gesamtzahl von etwa 200.000 Mann aus. Zu Beginn des Russlandfeldzuges Napoleons 1812 standen im westlichen Teil des Russischen Reiches rund 250.000 Mann bereit. Dazu kam eine unbestimmte Zahl von Soldaten im asiatischen Teil des Landes.
Nach den Napoleonischen Kriegen und der führenden Rolle bei der Niederringung Napoleons in den sich anschließenden Befreiungskriegen, sahen viele das Russische Reich als stärkste europäische Militär- und Landmacht an. Nach dem verlorenen Krimkrieg nahm Frankreich diese Stellung ein, welches wiederum 1871 vom neu gegründeten Deutschen Kaiserreich abgelöst wurde. Das russische Heer wurde in der Phase des Imperialismus im 19. Jahrhundert, wie in anderen europäischen Staaten auch, stetig vergrößert. 1874 kam es zur Einführung der Wehrpflicht. 1898 lag die Gesamtfriedensstärke bei circa 950.000 Soldaten. Im Russisch-Japanischen Krieg 1904 zählte die Armee 2,1 Millionen Mann, und bei Ausbruch des Ersten Weltkrieges 1914 wurden bei einer Friedensstärke von 1,3 Millionen vier Millionen Mann mobilgemacht. Bei vollständiger Mobilmachung im Kriegsfall standen 1888 2,8 Millionen Mann, 1904 fünf Millionen und 1914 bereits 13 Millionen Mann zur Verfügung.
Das russische Heer war 1914 zwar zahlenmäßig das größte Heer der Welt, allerdings litt die Schlagkraft der sogenannten „russischen Dampfwalze“ wegen der relativ schwachen industriellen Basis des Landes noch unter gravierenden Ausrüstungsdefiziten. Zu Beginn des Ersten Weltkrieges mangelte es bei rund der Hälfte der Infanteriedivisionen an Waffen, Munition und besonders an neuzeitlicher Ausstattung wie Nachrichtenmitteln. Hinzu kam die notorisch schlechte Versorgungslage der russischen Armee.
Die russische Marine, von Kaiser Peter dem Großen am Anfang des 18. Jahrhunderts zielgerichtet ausgebaut, war Anfang der 1870er Jahre sogar größer als die britische Flotte. Durch den rasanten technischen Fortschritt veralteten jedoch die Schiffe, während die Offiziere nur unzureichend ausgebildet waren. Die Mängel der russischen Marine traten schließlich 1905 in der Seeschlacht bei Tsushima offen zu Tage.

## Genealogie der Herrscherinnen und Herrscher
Name und Regierungszeit der Zaren, Kaiser oder Kaiserinnen sind fett geschrieben. So bedeutet „Peter I. 1672–1696–1725“, dass er 1672 geboren wurde, von 1696 bis 1725 regierte und 1725 starb.
|                                            |                                            |                                            |                                            |                                            |                                            |                         |                         |                              |                              |                              |                              |                              |                              | Marija Miloslawskaja 1624–1669 | Marija Miloslawskaja 1624–1669 | Marija Miloslawskaja 1624–1669 | Marija Miloslawskaja 1624–1669 | Marija Miloslawskaja 1624–1669 | Marija Miloslawskaja 1624–1669 |                               |                               | Alexei 1629–1645–1676     | Alexei 1629–1645–1676     | Alexei 1629–1645–1676                   | Alexei 1629–1645–1676                   | Alexei 1629–1645–1676                   | Alexei 1629–1645–1676                   |                                         |                                         | Natalja Naryschkina 1651–1694 | Natalja Naryschkina 1651–1694 | Natalja Naryschkina 1651–1694             | Natalja Naryschkina 1651–1694             | Natalja Naryschkina 1651–1694             | Natalja Naryschkina 1651–1694             |                                           |                                           |                                  |                                  |                                             |                                             |                                             |                                             |                                             |                                             |                                      |                                      |                                      |                                      |                              |                              |                              |                              |  |  |                          |                          |                          |                          |                          |                          |
|                                            |                                            |                                            |                                            |                                            |                                            |                         |                         |                              |                              |                              |                              |                              |                              | Marija Miloslawskaja 1624–1669 | Marija Miloslawskaja 1624–1669 | Marija Miloslawskaja 1624–1669 | Marija Miloslawskaja 1624–1669 | Marija Miloslawskaja 1624–1669 | Marija Miloslawskaja 1624–1669 |                               |                               | Alexei 1629–1645–1676     | Alexei 1629–1645–1676     | Alexei 1629–1645–1676                   | Alexei 1629–1645–1676                   | Alexei 1629–1645–1676                   | Alexei 1629–1645–1676                   |                                         |                                         | Natalja Naryschkina 1651–1694 | Natalja Naryschkina 1651–1694 | Natalja Naryschkina 1651–1694             | Natalja Naryschkina 1651–1694             | Natalja Naryschkina 1651–1694             | Natalja Naryschkina 1651–1694             |                                           |                                           |                                  |                                  |                                             |                                             |                                             |                                             |                                             |                                             |                                      |                                      |                                      |                                      |                              |                              |                              |                              |  |  |                          |                          |                          |                          |                          |                          |
|                                            |                                            |                                            |                                            |                                            |                                            |                         |                         |                              |                              |                              |                              |                              |                              |                                |                                |                                |                                |                                |                                |                               |                               |                           |                           |                                         |                                         |                                         |                                         |                                         |                                         |                               |                               |                                           |                                           |                                           |                                           |                                           |                                           |                                  |                                  |                                             |                                             |                                             |                                             |                                             |                                             |                                      |                                      |                                      |                                      |                              |                              |                              |                              |  |  |                          |                          |                          |                          |                          |                          |
|                                            |                                            |                                            |                                            |                                            |                                            |                         |                         |                              |                              |                              |                              |                              |                              |                                |                                |                                |                                |                                |                                |                               |                               |                           |                           |                                         |                                         |                                         |                                         |                                         |                                         |                               |                               |                                           |                                           |                                           |                                           |                                           |                                           |                                  |                                  |                                             |                                             |                                             |                                             |                                             |                                             |                                      |                                      |                                      |                                      |                              |                              |                              |                              |  |  |                          |                          |                          |                          |                          |                          |
| Fjodor III. 1661–1676–1682                 | Fjodor III. 1661–1676–1682                 | Fjodor III. 1661–1676–1682                 | Fjodor III. 1661–1676–1682                 | Fjodor III. 1661–1676–1682                 | Fjodor III. 1661–1676–1682                 |                         |                         | Iwan V. 1666–1682–1696       | Iwan V. 1666–1682–1696       | Iwan V. 1666–1682–1696       | Iwan V. 1666–1682–1696       | Iwan V. 1666–1682–1696       | Iwan V. 1666–1682–1696       |                                |                                | Praskowia Saltykowa 1664–1723  | Praskowia Saltykowa 1664–1723  | Praskowia Saltykowa 1664–1723  | Praskowia Saltykowa 1664–1723  | Praskowia Saltykowa 1664–1723 | Praskowia Saltykowa 1664–1723 |                           |                           |                                         |                                         |                                         |                                         | Jewdokija Lopuchina 1672–1731           | Jewdokija Lopuchina 1672–1731           | Jewdokija Lopuchina 1672–1731 | Jewdokija Lopuchina 1672–1731 | Jewdokija Lopuchina 1672–1731             | Jewdokija Lopuchina 1672–1731             |                                           |                                           | Peter I. 1672–1696–1725                   | Peter I. 1672–1696–1725                   | Peter I. 1672–1696–1725          | Peter I. 1672–1696–1725          | Peter I. 1672–1696–1725                     | Peter I. 1672–1696–1725                     |                                             |                                             | Katharina I. 1684–1725–1727                 | Katharina I. 1684–1725–1727                 | Katharina I. 1684–1725–1727          | Katharina I. 1684–1725–1727          | Katharina I. 1684–1725–1727          | Katharina I. 1684–1725–1727          |                              |                              |                              |                              |  |  |                          |                          |                          |                          |                          |                          |
| Fjodor III. 1661–1676–1682                 | Fjodor III. 1661–1676–1682                 | Fjodor III. 1661–1676–1682                 | Fjodor III. 1661–1676–1682                 | Fjodor III. 1661–1676–1682                 | Fjodor III. 1661–1676–1682                 |                         |                         | Iwan V. 1666–1682–1696       | Iwan V. 1666–1682–1696       | Iwan V. 1666–1682–1696       | Iwan V. 1666–1682–1696       | Iwan V. 1666–1682–1696       | Iwan V. 1666–1682–1696       |                                |                                | Praskowia Saltykowa 1664–1723  | Praskowia Saltykowa 1664–1723  | Praskowia Saltykowa 1664–1723  | Praskowia Saltykowa 1664–1723  | Praskowia Saltykowa 1664–1723 | Praskowia Saltykowa 1664–1723 |                           |                           |                                         |                                         |                                         |                                         | Jewdokija Lopuchina 1672–1731           | Jewdokija Lopuchina 1672–1731           | Jewdokija Lopuchina 1672–1731 | Jewdokija Lopuchina 1672–1731 | Jewdokija Lopuchina 1672–1731             | Jewdokija Lopuchina 1672–1731             |                                           |                                           | Peter I. 1672–1696–1725                   | Peter I. 1672–1696–1725                   | Peter I. 1672–1696–1725          | Peter I. 1672–1696–1725          | Peter I. 1672–1696–1725                     | Peter I. 1672–1696–1725                     |                                             |                                             | Katharina I. 1684–1725–1727                 | Katharina I. 1684–1725–1727                 | Katharina I. 1684–1725–1727          | Katharina I. 1684–1725–1727          | Katharina I. 1684–1725–1727          | Katharina I. 1684–1725–1727          |                              |                              |                              |                              |  |  |                          |                          |                          |                          |                          |                          |
|                                            |                                            |                                            |                                            |                                            |                                            |                         |                         |                              |                              |                              |                              |                              |                              |                                |                                |                                |                                |                                |                                |                               |                               |                           |                           |                                         |                                         |                                         |                                         |                                         |                                         |                               |                               |                                           |                                           |                                           |                                           |                                           |                                           |                                  |                                  |                                             |                                             |                                             |                                             |                                             |                                             |                                      |                                      |                                      |                                      |                              |                              |                              |                              |  |  |                          |                          |                          |                          |                          |                          |
|                                            |                                            |                                            |                                            |                                            |                                            |                         |                         |                              |                              |                              |                              |                              |                              |                                |                                |                                |                                |                                |                                |                               |                               |                           |                           |                                         |                                         |                                         |                                         |                                         |                                         |                               |                               |                                           |                                           |                                           |                                           |                                           |                                           |                                  |                                  |                                             |                                             |                                             |                                             |                                             |                                             |                                      |                                      |                                      |                                      |                              |                              |                              |                              |  |  |                          |                          |                          |                          |                          |                          |
| Karl Leopold von Mecklenburg 1678–1747     | Karl Leopold von Mecklenburg 1678–1747     | Karl Leopold von Mecklenburg 1678–1747     | Karl Leopold von Mecklenburg 1678–1747     | Karl Leopold von Mecklenburg 1678–1747     | Karl Leopold von Mecklenburg 1678–1747     |                         |                         | Katharina Iwanowna 1691–1733 | Katharina Iwanowna 1691–1733 | Katharina Iwanowna 1691–1733 | Katharina Iwanowna 1691–1733 | Katharina Iwanowna 1691–1733 | Katharina Iwanowna 1691–1733 |                                |                                | Anna I. 1693–1730–1740         | Anna I. 1693–1730–1740         | Anna I. 1693–1730–1740         | Anna I. 1693–1730–1740         | Anna I. 1693–1730–1740        | Anna I. 1693–1730–1740        |                           |                           | Charlotte von BS-Wolfenbüttel 1694–1715 | Charlotte von BS-Wolfenbüttel 1694–1715 | Charlotte von BS-Wolfenbüttel 1694–1715 | Charlotte von BS-Wolfenbüttel 1694–1715 | Charlotte von BS-Wolfenbüttel 1694–1715 | Charlotte von BS-Wolfenbüttel 1694–1715 |                               |                               | Alexej Petrowitsch 1690–1718              | Alexej Petrowitsch 1690–1718              | Alexej Petrowitsch 1690–1718              | Alexej Petrowitsch 1690–1718              | Alexej Petrowitsch 1690–1718              | Alexej Petrowitsch 1690–1718              |                                  |                                  | Karl Friedr. von Holstein-Gottorf 1700–1739 | Karl Friedr. von Holstein-Gottorf 1700–1739 | Karl Friedr. von Holstein-Gottorf 1700–1739 | Karl Friedr. von Holstein-Gottorf 1700–1739 | Karl Friedr. von Holstein-Gottorf 1700–1739 | Karl Friedr. von Holstein-Gottorf 1700–1739 |                                      |                                      | Anna Petrowna 1708–1728              | Anna Petrowna 1708–1728              | Anna Petrowna 1708–1728      | Anna Petrowna 1708–1728      | Anna Petrowna 1708–1728      | Anna Petrowna 1708–1728      |  |  | Elisabeth 1709–1741–1762 | Elisabeth 1709–1741–1762 | Elisabeth 1709–1741–1762 | Elisabeth 1709–1741–1762 | Elisabeth 1709–1741–1762 | Elisabeth 1709–1741–1762 |
| Karl Leopold von Mecklenburg 1678–1747     | Karl Leopold von Mecklenburg 1678–1747     | Karl Leopold von Mecklenburg 1678–1747     | Karl Leopold von Mecklenburg 1678–1747     | Karl Leopold von Mecklenburg 1678–1747     | Karl Leopold von Mecklenburg 1678–1747     |                         |                         | Katharina Iwanowna 1691–1733 | Katharina Iwanowna 1691–1733 | Katharina Iwanowna 1691–1733 | Katharina Iwanowna 1691–1733 | Katharina Iwanowna 1691–1733 | Katharina Iwanowna 1691–1733 |                                |                                | Anna I. 1693–1730–1740         | Anna I. 1693–1730–1740         | Anna I. 1693–1730–1740         | Anna I. 1693–1730–1740         | Anna I. 1693–1730–1740        | Anna I. 1693–1730–1740        |                           |                           | Charlotte von BS-Wolfenbüttel 1694–1715 | Charlotte von BS-Wolfenbüttel 1694–1715 | Charlotte von BS-Wolfenbüttel 1694–1715 | Charlotte von BS-Wolfenbüttel 1694–1715 | Charlotte von BS-Wolfenbüttel 1694–1715 | Charlotte von BS-Wolfenbüttel 1694–1715 |                               |                               | Alexej Petrowitsch 1690–1718              | Alexej Petrowitsch 1690–1718              | Alexej Petrowitsch 1690–1718              | Alexej Petrowitsch 1690–1718              | Alexej Petrowitsch 1690–1718              | Alexej Petrowitsch 1690–1718              |                                  |                                  | Karl Friedr. von Holstein-Gottorf 1700–1739 | Karl Friedr. von Holstein-Gottorf 1700–1739 | Karl Friedr. von Holstein-Gottorf 1700–1739 | Karl Friedr. von Holstein-Gottorf 1700–1739 | Karl Friedr. von Holstein-Gottorf 1700–1739 | Karl Friedr. von Holstein-Gottorf 1700–1739 |                                      |                                      | Anna Petrowna 1708–1728              | Anna Petrowna 1708–1728              | Anna Petrowna 1708–1728      | Anna Petrowna 1708–1728      | Anna Petrowna 1708–1728      | Anna Petrowna 1708–1728      |  |  | Elisabeth 1709–1741–1762 | Elisabeth 1709–1741–1762 | Elisabeth 1709–1741–1762 | Elisabeth 1709–1741–1762 | Elisabeth 1709–1741–1762 | Elisabeth 1709–1741–1762 |
|                                            |                                            |                                            |                                            |                                            |                                            |                         |                         |                              |                              |                              |                              |                              |                              |                                |                                |                                |                                |                                |                                |                               |                               |                           |                           |                                         |                                         |                                         |                                         |                                         |                                         |                               |                               |                                           |                                           |                                           |                                           |                                           |                                           |                                  |                                  |                                             |                                             |                                             |                                             |                                             |                                             |                                      |                                      |                                      |                                      |                              |                              |                              |                              |  |  |                          |                          |                          |                          |                          |                          |
|                                            |                                            |                                            |                                            |                                            |                                            |                         |                         |                              |                              |                              |                              |                              |                              |                                |                                |                                |                                |                                |                                |                               |                               |                           |                           |                                         |                                         |                                         |                                         |                                         |                                         |                               |                               |                                           |                                           |                                           |                                           |                                           |                                           |                                  |                                  |                                             |                                             |                                             |                                             |                                             |                                             |                                      |                                      |                                      |                                      |                              |                              |                              |                              |  |  |                          |                          |                          |                          |                          |                          |
| Anton Ulrich von BS-Wolfenbüttel 1714–1774 | Anton Ulrich von BS-Wolfenbüttel 1714–1774 | Anton Ulrich von BS-Wolfenbüttel 1714–1774 | Anton Ulrich von BS-Wolfenbüttel 1714–1774 | Anton Ulrich von BS-Wolfenbüttel 1714–1774 | Anton Ulrich von BS-Wolfenbüttel 1714–1774 |                         |                         | Anna Leopoldowna 1718–1746   | Anna Leopoldowna 1718–1746   | Anna Leopoldowna 1718–1746   | Anna Leopoldowna 1718–1746   | Anna Leopoldowna 1718–1746   | Anna Leopoldowna 1718–1746   |                                |                                |                                |                                |                                |                                |                               |                               |                           |                           |                                         |                                         |                                         |                                         | Peter II. 1715–1727–1730                | Peter II. 1715–1727–1730                | Peter II. 1715–1727–1730      | Peter II. 1715–1727–1730      | Peter II. 1715–1727–1730                  | Peter II. 1715–1727–1730                  |                                           |                                           |                                           |                                           |                                  |                                  | Peter III. 1728–1762–1762                   | Peter III. 1728–1762–1762                   | Peter III. 1728–1762–1762                   | Peter III. 1728–1762–1762                   | Peter III. 1728–1762–1762                   | Peter III. 1728–1762–1762                   |                                      |                                      | Katharina II. 1729–1762–1796         | Katharina II. 1729–1762–1796         | Katharina II. 1729–1762–1796 | Katharina II. 1729–1762–1796 | Katharina II. 1729–1762–1796 | Katharina II. 1729–1762–1796 |  |  |                          |                          |                          |                          |                          |                          |
| Anton Ulrich von BS-Wolfenbüttel 1714–1774 | Anton Ulrich von BS-Wolfenbüttel 1714–1774 | Anton Ulrich von BS-Wolfenbüttel 1714–1774 | Anton Ulrich von BS-Wolfenbüttel 1714–1774 | Anton Ulrich von BS-Wolfenbüttel 1714–1774 | Anton Ulrich von BS-Wolfenbüttel 1714–1774 |                         |                         | Anna Leopoldowna 1718–1746   | Anna Leopoldowna 1718–1746   | Anna Leopoldowna 1718–1746   | Anna Leopoldowna 1718–1746   | Anna Leopoldowna 1718–1746   | Anna Leopoldowna 1718–1746   |                                |                                |                                |                                |                                |                                |                               |                               |                           |                           |                                         |                                         |                                         |                                         | Peter II. 1715–1727–1730                | Peter II. 1715–1727–1730                | Peter II. 1715–1727–1730      | Peter II. 1715–1727–1730      | Peter II. 1715–1727–1730                  | Peter II. 1715–1727–1730                  |                                           |                                           |                                           |                                           |                                  |                                  | Peter III. 1728–1762–1762                   | Peter III. 1728–1762–1762                   | Peter III. 1728–1762–1762                   | Peter III. 1728–1762–1762                   | Peter III. 1728–1762–1762                   | Peter III. 1728–1762–1762                   |                                      |                                      | Katharina II. 1729–1762–1796         | Katharina II. 1729–1762–1796         | Katharina II. 1729–1762–1796 | Katharina II. 1729–1762–1796 | Katharina II. 1729–1762–1796 | Katharina II. 1729–1762–1796 |  |  |                          |                          |                          |                          |                          |                          |
|                                            |                                            |                                            |                                            |                                            |                                            |                         |                         |                              |                              |                              |                              |                              |                              |                                |                                |                                |                                |                                |                                |                               |                               |                           |                           |                                         |                                         |                                         |                                         |                                         |                                         |                               |                               |                                           |                                           |                                           |                                           |                                           |                                           |                                  |                                  |                                             |                                             |                                             |                                             |                                             |                                             |                                      |                                      |                                      |                                      |                              |                              |                              |                              |  |  |                          |                          |                          |                          |                          |                          |
|                                            |                                            |                                            |                                            |                                            |                                            |                         |                         |                              |                              |                              |                              |                              |                              |                                |                                |                                |                                |                                |                                |                               |                               |                           |                           |                                         |                                         |                                         |                                         |                                         |                                         |                               |                               |                                           |                                           |                                           |                                           |                                           |                                           |                                  |                                  |                                             |                                             |                                             |                                             |                                             |                                             |                                      |                                      |                                      |                                      |                              |                              |                              |                              |  |  |                          |                          |                          |                          |                          |                          |
|                                            |                                            |                                            |                                            | Iwan VI. 1740–1741–1764                    | Iwan VI. 1740–1741–1764                    | Iwan VI. 1740–1741–1764 | Iwan VI. 1740–1741–1764 | Iwan VI. 1740–1741–1764      | Iwan VI. 1740–1741–1764      |                              |                              |                              |                              |                                |                                |                                |                                |                                |                                |                               |                               |                           |                           |                                         |                                         |                                         |                                         |                                         |                                         |                               |                               | Sophie Dorothee von Württemberg 1759–1828 | Sophie Dorothee von Württemberg 1759–1828 | Sophie Dorothee von Württemberg 1759–1828 | Sophie Dorothee von Württemberg 1759–1828 | Sophie Dorothee von Württemberg 1759–1828 | Sophie Dorothee von Württemberg 1759–1828 |                                  |                                  | Paul I. 1754–1796–1801                      | Paul I. 1754–1796–1801                      | Paul I. 1754–1796–1801                      | Paul I. 1754–1796–1801                      | Paul I. 1754–1796–1801                      | Paul I. 1754–1796–1801                      |                                      |                                      |                                      |                                      |                              |                              |                              |                              |  |  |                          |                          |                          |                          |                          |                          |
|                                            |                                            |                                            |                                            | Iwan VI. 1740–1741–1764                    | Iwan VI. 1740–1741–1764                    | Iwan VI. 1740–1741–1764 | Iwan VI. 1740–1741–1764 | Iwan VI. 1740–1741–1764      | Iwan VI. 1740–1741–1764      |                              |                              |                              |                              |                                |                                |                                |                                |                                |                                |                               |                               |                           |                           |                                         |                                         |                                         |                                         |                                         |                                         |                               |                               | Sophie Dorothee von Württemberg 1759–1828 | Sophie Dorothee von Württemberg 1759–1828 | Sophie Dorothee von Württemberg 1759–1828 | Sophie Dorothee von Württemberg 1759–1828 | Sophie Dorothee von Württemberg 1759–1828 | Sophie Dorothee von Württemberg 1759–1828 |                                  |                                  | Paul I. 1754–1796–1801                      | Paul I. 1754–1796–1801                      | Paul I. 1754–1796–1801                      | Paul I. 1754–1796–1801                      | Paul I. 1754–1796–1801                      | Paul I. 1754–1796–1801                      |                                      |                                      |                                      |                                      |                              |                              |                              |                              |  |  |                          |                          |                          |                          |                          |                          |
|                                            |                                            |                                            |                                            |                                            |                                            |                         |                         |                              |                              |                              |                              |                              |                              |                                |                                |                                |                                |                                |                                |                               |                               |                           |                           |                                         |                                         |                                         |                                         |                                         |                                         |                               |                               |                                           |                                           |                                           |                                           |                                           |                                           |                                  |                                  |                                             |                                             |                                             |                                             |                                             |                                             |                                      |                                      |                                      |                                      |                              |                              |                              |                              |  |  |                          |                          |                          |                          |                          |                          |
|                                            |                                            |                                            |                                            |                                            |                                            |                         |                         |                              |                              |                              |                              |                              |                              |                                |                                |                                |                                |                                |                                |                               |                               |                           |                           |                                         |                                         |                                         |                                         |                                         |                                         |                               |                               |                                           |                                           |                                           |                                           |                                           |                                           |                                  |                                  |                                             |                                             |                                             |                                             |                                             |                                             |                                      |                                      |                                      |                                      |                              |                              |                              |                              |  |  |                          |                          |                          |                          |                          |                          |
|                                            |                                            |                                            |                                            |                                            |                                            |                         |                         |                              |                              |                              |                              |                              |                              |                                |                                |                                |                                |                                |                                | Luise von Baden 1779–1826     | Luise von Baden 1779–1826     | Luise von Baden 1779–1826 | Luise von Baden 1779–1826 | Luise von Baden 1779–1826               | Luise von Baden 1779–1826               |                                         |                                         | Alexander I. 1777–1801–1825             | Alexander I. 1777–1801–1825             | Alexander I. 1777–1801–1825   | Alexander I. 1777–1801–1825   | Alexander I. 1777–1801–1825               | Alexander I. 1777–1801–1825               |                                           |                                           | Nikolaus I. 1796–1825–1855                | Nikolaus I. 1796–1825–1855                | Nikolaus I. 1796–1825–1855       | Nikolaus I. 1796–1825–1855       | Nikolaus I. 1796–1825–1855                  | Nikolaus I. 1796–1825–1855                  |                                             |                                             | Charlotte von Preußen 1798–1860             | Charlotte von Preußen 1798–1860             | Charlotte von Preußen 1798–1860      | Charlotte von Preußen 1798–1860      | Charlotte von Preußen 1798–1860      | Charlotte von Preußen 1798–1860      |                              |                              |                              |                              |  |  |                          |                          |                          |                          |                          |                          |
|                                            |                                            |                                            |                                            |                                            |                                            |                         |                         |                              |                              |                              |                              |                              |                              |                                |                                |                                |                                |                                |                                | Luise von Baden 1779–1826     | Luise von Baden 1779–1826     | Luise von Baden 1779–1826 | Luise von Baden 1779–1826 | Luise von Baden 1779–1826               | Luise von Baden 1779–1826               |                                         |                                         | Alexander I. 1777–1801–1825             | Alexander I. 1777–1801–1825             | Alexander I. 1777–1801–1825   | Alexander I. 1777–1801–1825   | Alexander I. 1777–1801–1825               | Alexander I. 1777–1801–1825               |                                           |                                           | Nikolaus I. 1796–1825–1855                | Nikolaus I. 1796–1825–1855                | Nikolaus I. 1796–1825–1855       | Nikolaus I. 1796–1825–1855       | Nikolaus I. 1796–1825–1855                  | Nikolaus I. 1796–1825–1855                  |                                             |                                             | Charlotte von Preußen 1798–1860             | Charlotte von Preußen 1798–1860             | Charlotte von Preußen 1798–1860      | Charlotte von Preußen 1798–1860      | Charlotte von Preußen 1798–1860      | Charlotte von Preußen 1798–1860      |                              |                              |                              |                              |  |  |                          |                          |                          |                          |                          |                          |
|                                            |                                            |                                            |                                            |                                            |                                            |                         |                         |                              |                              |                              |                              |                              |                              |                                |                                |                                |                                |                                |                                |                               |                               |                           |                           |                                         |                                         |                                         |                                         |                                         |                                         |                               |                               |                                           |                                           |                                           |                                           |                                           |                                           |                                  |                                  |                                             |                                             |                                             |                                             |                                             |                                             |                                      |                                      |                                      |                                      |                              |                              |                              |                              |  |  |                          |                          |                          |                          |                          |                          |
|                                            |                                            |                                            |                                            |                                            |                                            |                         |                         |                              |                              |                              |                              |                              |                              |                                |                                |                                |                                |                                |                                |                               |                               |                           |                           |                                         |                                         |                                         |                                         |                                         |                                         |                               |                               |                                           |                                           |                                           |                                           |                                           |                                           |                                  |                                  |                                             |                                             |                                             |                                             |                                             |                                             |                                      |                                      |                                      |                                      |                              |                              |                              |                              |  |  |                          |                          |                          |                          |                          |                          |
|                                            |                                            |                                            |                                            |                                            |                                            |                         |                         |                              |                              |                              |                              |                              |                              |                                |                                |                                |                                |                                |                                |                               |                               |                           |                           |                                         |                                         |                                         |                                         |                                         |                                         |                               |                               |                                           |                                           |                                           |                                           | Alexander II. 1818–1855–1881              | Alexander II. 1818–1855–1881              | Alexander II. 1818–1855–1881     | Alexander II. 1818–1855–1881     | Alexander II. 1818–1855–1881                | Alexander II. 1818–1855–1881                |                                             |                                             | Marie von Hessen-Darmstadt 1824–1880        | Marie von Hessen-Darmstadt 1824–1880        | Marie von Hessen-Darmstadt 1824–1880 | Marie von Hessen-Darmstadt 1824–1880 | Marie von Hessen-Darmstadt 1824–1880 | Marie von Hessen-Darmstadt 1824–1880 |                              |                              |                              |                              |  |  |                          |                          |                          |                          |                          |                          |
|                                            |                                            |                                            |                                            |                                            |                                            |                         |                         |                              |                              |                              |                              |                              |                              |                                |                                |                                |                                |                                |                                |                               |                               |                           |                           |                                         |                                         |                                         |                                         |                                         |                                         |                               |                               |                                           |                                           |                                           |                                           | Alexander II. 1818–1855–1881              | Alexander II. 1818–1855–1881              | Alexander II. 1818–1855–1881     | Alexander II. 1818–1855–1881     | Alexander II. 1818–1855–1881                | Alexander II. 1818–1855–1881                |                                             |                                             | Marie von Hessen-Darmstadt 1824–1880        | Marie von Hessen-Darmstadt 1824–1880        | Marie von Hessen-Darmstadt 1824–1880 | Marie von Hessen-Darmstadt 1824–1880 | Marie von Hessen-Darmstadt 1824–1880 | Marie von Hessen-Darmstadt 1824–1880 |                              |                              |                              |                              |  |  |                          |                          |                          |                          |                          |                          |
|                                            |                                            |                                            |                                            |                                            |                                            |                         |                         |                              |                              |                              |                              |                              |                              |                                |                                |                                |                                |                                |                                |                               |                               |                           |                           |                                         |                                         |                                         |                                         |                                         |                                         |                               |                               |                                           |                                           |                                           |                                           |                                           |                                           |                                  |                                  |                                             |                                             |                                             |                                             |                                             |                                             |                                      |                                      |                                      |                                      |                              |                              |                              |                              |  |  |                          |                          |                          |                          |                          |                          |
|                                            |                                            |                                            |                                            |                                            |                                            |                         |                         |                              |                              |                              |                              |                              |                              |                                |                                |                                |                                |                                |                                |                               |                               |                           |                           |                                         |                                         |                                         |                                         |                                         |                                         |                               |                               |                                           |                                           |                                           |                                           |                                           |                                           |                                  |                                  |                                             |                                             |                                             |                                             |                                             |                                             |                                      |                                      |                                      |                                      |                              |                              |                              |                              |  |  |                          |                          |                          |                          |                          |                          |
|                                            |                                            |                                            |                                            |                                            |                                            |                         |                         |                              |                              |                              |                              |                              |                              |                                |                                |                                |                                |                                |                                |                               |                               |                           |                           |                                         |                                         |                                         |                                         |                                         |                                         |                               |                               |                                           |                                           |                                           |                                           | Alexander III. 1845–1881–1894             | Alexander III. 1845–1881–1894             | Alexander III. 1845–1881–1894    | Alexander III. 1845–1881–1894    | Alexander III. 1845–1881–1894               | Alexander III. 1845–1881–1894               |                                             |                                             | Dagmar von Dänemark 1847–1928               | Dagmar von Dänemark 1847–1928               | Dagmar von Dänemark 1847–1928        | Dagmar von Dänemark 1847–1928        | Dagmar von Dänemark 1847–1928        | Dagmar von Dänemark 1847–1928        |                              |                              |                              |                              |  |  |                          |                          |                          |                          |                          |                          |
|                                            |                                            |                                            |                                            |                                            |                                            |                         |                         |                              |                              |                              |                              |                              |                              |                                |                                |                                |                                |                                |                                |                               |                               |                           |                           |                                         |                                         |                                         |                                         |                                         |                                         |                               |                               |                                           |                                           |                                           |                                           | Alexander III. 1845–1881–1894             | Alexander III. 1845–1881–1894             | Alexander III. 1845–1881–1894    | Alexander III. 1845–1881–1894    | Alexander III. 1845–1881–1894               | Alexander III. 1845–1881–1894               |                                             |                                             | Dagmar von Dänemark 1847–1928               | Dagmar von Dänemark 1847–1928               | Dagmar von Dänemark 1847–1928        | Dagmar von Dänemark 1847–1928        | Dagmar von Dänemark 1847–1928        | Dagmar von Dänemark 1847–1928        |                              |                              |                              |                              |  |  |                          |                          |                          |                          |                          |                          |
|                                            |                                            |                                            |                                            |                                            |                                            |                         |                         |                              |                              |                              |                              |                              |                              |                                |                                |                                |                                |                                |                                |                               |                               |                           |                           |                                         |                                         |                                         |                                         |                                         |                                         |                               |                               |                                           |                                           |                                           |                                           |                                           |                                           |                                  |                                  |                                             |                                             |                                             |                                             |                                             |                                             |                                      |                                      |                                      |                                      |                              |                              |                              |                              |  |  |                          |                          |                          |                          |                          |                          |
|                                            |                                            |                                            |                                            |                                            |                                            |                         |                         |                              |                              |                              |                              |                              |                              |                                |                                |                                |                                |                                |                                |                               |                               |                           |                           |                                         |                                         |                                         |                                         |                                         |                                         |                               |                               |                                           |                                           |                                           |                                           |                                           |                                           |                                  |                                  |                                             |                                             |                                             |                                             |                                             |                                             |                                      |                                      |                                      |                                      |                              |                              |                              |                              |  |  |                          |                          |                          |                          |                          |                          |
|                                            |                                            |                                            |                                            |                                            |                                            |                         |                         |                              |                              |                              |                              |                              |                              |                                |                                |                                |                                |                                |                                |                               |                               |                           |                           |                                         |                                         |                                         |                                         |                                         |                                         |                               |                               |                                           |                                           |                                           |                                           | Nikolaus II. 1868–1894–1917–1918          | Nikolaus II. 1868–1894–1917–1918          | Nikolaus II. 1868–1894–1917–1918 | Nikolaus II. 1868–1894–1917–1918 | Nikolaus II. 1868–1894–1917–1918            | Nikolaus II. 1868–1894–1917–1918            |                                             |                                             | Alix von Hessen-Darmstadt 1872–1918         | Alix von Hessen-Darmstadt 1872–1918         | Alix von Hessen-Darmstadt 1872–1918  | Alix von Hessen-Darmstadt 1872–1918  | Alix von Hessen-Darmstadt 1872–1918  | Alix von Hessen-Darmstadt 1872–1918  |                              |                              |                              |                              |  |  |                          |                          |                          |                          |                          |                          |
|                                            |                                            |                                            |                                            |                                            |                                            |                         |                         |                              |                              |                              |                              |                              |                              |                                |                                |                                |                                |                                |                                |                               |                               |                           |                           |                                         |                                         |                                         |                                         |                                         |                                         |                               |                               |                                           |                                           |                                           |                                           | Nikolaus II. 1868–1894–1917–1918          | Nikolaus II. 1868–1894–1917–1918          | Nikolaus II. 1868–1894–1917–1918 | Nikolaus II. 1868–1894–1917–1918 | Nikolaus II. 1868–1894–1917–1918            | Nikolaus II. 1868–1894–1917–1918            |                                             |                                             | Alix von Hessen-Darmstadt 1872–1918         | Alix von Hessen-Darmstadt 1872–1918         | Alix von Hessen-Darmstadt 1872–1918  | Alix von Hessen-Darmstadt 1872–1918  | Alix von Hessen-Darmstadt 1872–1918  | Alix von Hessen-Darmstadt 1872–1918  |                              |                              |                              |                              |  |  |                          |                          |                          |                          |                          |                          |